# 2 Pułk Piechoty Legionów
2 pułk piechoty Legionów (2 pp Leg.) – oddział piechoty Wojska Polskiego w II Rzeczypospolitej.

## 2 pułk piechoty w Legionach Polskich
W sierpniu 1914 roku, kiedy do Królestwa wyruszyła kompania kadrowa i oddziały tworzące w późniejszym okresie I Brygadę Legionów Polskich, w Krakowie formowały się nowe oddziały legionowe. Na skutek wybuchu I wojny światowej na terenach Galicji rozpoczęto tworzyć regularne polskie formacje wojskowe. Utworzono m.in. 2. i 3 pułki piechoty.
Pułk walczył na szlaku legionowym u boku armii austriackiej. Po kryzysie przysięgowym pozostałość II Brygady do Galicji i jako Polski Korpus Posiłkowy wcielono do wojska austriackiego. 2 pułk piechoty stanął w Mamajowcach. 15 lutego 1918 II Brygada przebiła się pod Rarańczą przez pozycje austriackie i przeszła na terytorium Rosji i weszła w skład II Korpusu Polskiego. Żołnierze 2 pp zasilił 13. i 14 pułk 4 Dywizji Strzelców. Legionowy 2 pułk piechoty przestał istnieć jako jednostka samodzielna.

## Formowanie pułku i walki o granice
Zawiązkiem 2 pułku piechoty, powstającego w Jabłonnie, był powracający z niewoli ukraińskiej, oddział mjr. Trojanowskiego. Z chwilą ogłoszenia obowiązkowego poboru do wojska, 2 pp zaczynał przyjmować pierwszych rekrutów, a w jego szeregi wstępowali dawni żołnierze pułku, członkowie POW, żołnierze z byłej armii austriackiej. Nazwy pułków legionowych otrzymały pułki piechoty o numerach od 1 do 9, żeby jak głosił rozkaz Naczelnego Wodza J. Piłsudskiego z 4 stycznia 1919 roku, 

” wynagrodzić zasługi Legionów Polskich (. .. ) nawiązać przerwaną nić dziejową wojskowości polskiej i utrwalić tradycje ich bojów i ofiarnej pracy w warunkach najcięższych. „

 Pułk składał się ze sztabu, plutonu łączności, kompanii technicznej, kompanii karabinów maszynowych i trzech batalionów piechoty. Każdy z tych batalionów miał cztery kompanie piechoty i jedną kompanię karabinów maszynowych. W składzie pułku znajdował się również stacjonujący w Piotrkowie batalion zapasowy. Pułkiem, który wszedł w skład 1 Dywizji Legionów dowodził major Trojanowski. 23 maja 1919 roku 1 Dywizja została przemianowana na 2 Dywizję Legionów.
Pierwszy batalion dowodzony przez kpt. Emila Czaplińskiego wyjechał 12 kwietnia 1919 roku na Front Litewsko-Białoruski, a nocą z 15 na 16 kwietnia uczestniczył w natarciu na Lidę, zakończonym zajęciem miasta. Batalion w pościgu za nieprzyjacielem walczył pod Milejowem, Krewem i Loskiem. W Lidzie, do którego powrócił 21 maja połączył się z drugim batalionem przybyłym z Jabłonny, którym dowodził por. Jan Sendorek. Obydwa bataliony wzięły udział pod koniec czerwca 1919 r. w ofensywie mającej za zadanie osiągnięcie linii Berezyny. Sławy pułkowi przysporzyła w bojach pod Mołodecznem i Radoszkowicami postawa legionistów z kompanii szturmowej por. Aleksandra Stawarza. Trzeci batalion, którym dowodził mjr Witold Grzybowski dołączył do pułku 22 lipca w okolicach Radoszkowic. Batalion ten został sformowany w czerwcu w Jabłonnie, a został wysłany na front do Małopolski Wschodniej. Walczył pod Rohatynem, Brodami i Radziwiłłowem, a po przybyciu na Front Litewsko-Białoruski stoczył walkę pod Hraniczami. Cały pułk przeszedł do działań zaczepnych spod Radoszkowic i osiągnął linię Papiernia-Nielidowicze-Senkowo.
Wojska Frontu Litewsko-Białoruskiego przeszły do natarcia na początku sierpnia celem opanowania Mińska i Borysowa. Boje zakończyły się wypchnięciem Rosjan za Berezynę i uchwyceniem przyczółków na wschodnim brzegu rzeki. Pułk w tych walkach zdobył wielu jeńców. W czasie trwającego aż do wiosny 1920 r. paromiesięcznego pobytu nad Berezyną, legioniści pułku przeprowadzali liczne wypady na pozycje rosyjskie, a największy rozgłos uzyskał w dniu 17 października 1919 roku wypad 3 batalionu na Kobylszczyznę. Akcja zakończyła się pełnym sukcesem. Była znakomicie zaplanowana i wykonana
W grudniu 1919 jego batalion zapasowy stacjonował w Piotrokowie.
Podczas ofensywy rosyjskiej w maju 1920 roku pułk bronił się ofiarnie w rejonie Murowej, gdzie licznymi kontratakami odzyskiwał utracone pozycje i 28 maja ponownie wyparł Rosjan za Berezynę.
Podczas krwawych walk pułk stracił 5 oficerów i 59 szeregowych oraz miał ponad 200 rannych. Ich bohaterska postawa znalazła uznanie u przełożonych, a w rozkazie z 14 czerwca 1920 d-ca dywizji gen. Markiewicz napisał:

" Dziękuję wszystkim, którzy przyczynili się do odniesienia zwycięstwa, w pierwszym rzędzie dowódcy 2-go pułku piechoty Legionów pułkownikowi Tessaro, którego baony w ciągu całych dwóch tygodni powstrzymywały napór atakujących z kolei kilku brygad nieprzyjacielskich – wszystkim oficerom z bohaterskim kapitanem Czaplińskim na czele i wszystkim legionistom 2-go pułku piechoty Legionów ...  ".

Rosjanie ruszyli ponownie do ataku 4 lipca 1920 roku i po zażartej obronie 2 pp Leg. zmuszony został do opuszczenia swoich stanowisk. Oskrzydlany i spychany przez wielokrotnie silniejszego przeciwnika cofał się na Mińsk, Kojdanów, Wołkowysk, a pod Izabelinem poniósł znaczne straty. Dotarł nad Bug, skąd przejechał transportem kolejowym do Siedlec i 5 sierpnia przeszedł w rejon Trębice-Paprotnia-Kościelna, gdzie bronił się na wyznaczonych pozycjach.
2 pp Leg. znajdując się w składzie 2 Armii podczas bitwy warszawskiej pozostawał w odwodzie Naczelnego Wodza. Obsadził odcinek na lewym brzegu Wisły w rejonie Kozienic, a po krótkim pobycie w Dęblinie legioniści zostali wysłani w rejon Hrubieszowa. Stoczyli tam szereg walk z konnicą Budionnego m.in. pod Zawalewem i Trzeszczanami. Na zasłużony odpoczynek do Zamościa odszedł 2 pp Leg. dnia 6 września 1920 roku, a w drugiej połowie września został przetransportowany na północ. Uczestniczył w zdobyciu Mołodeczna i 24 października odmaszerował na linię demarkacyjną polsko-litewską, gdzie obsadził odcinek wzdłuż Niemna. Pełnił tam służbę do końca 1921 roku i następnie odszedł do Grodna. Rozpoczął tam normalną służbę garnizonową. Swój szlak bojowy w wojnie 1918–1920 okupił ciężkimi stratami. Za wybitne czyny na polu walki wielu oficerów i żołnierzy odznaczono Orderem Virtuti Militari oraz Krzyżem Walecznych.

### Mapy walk pułku

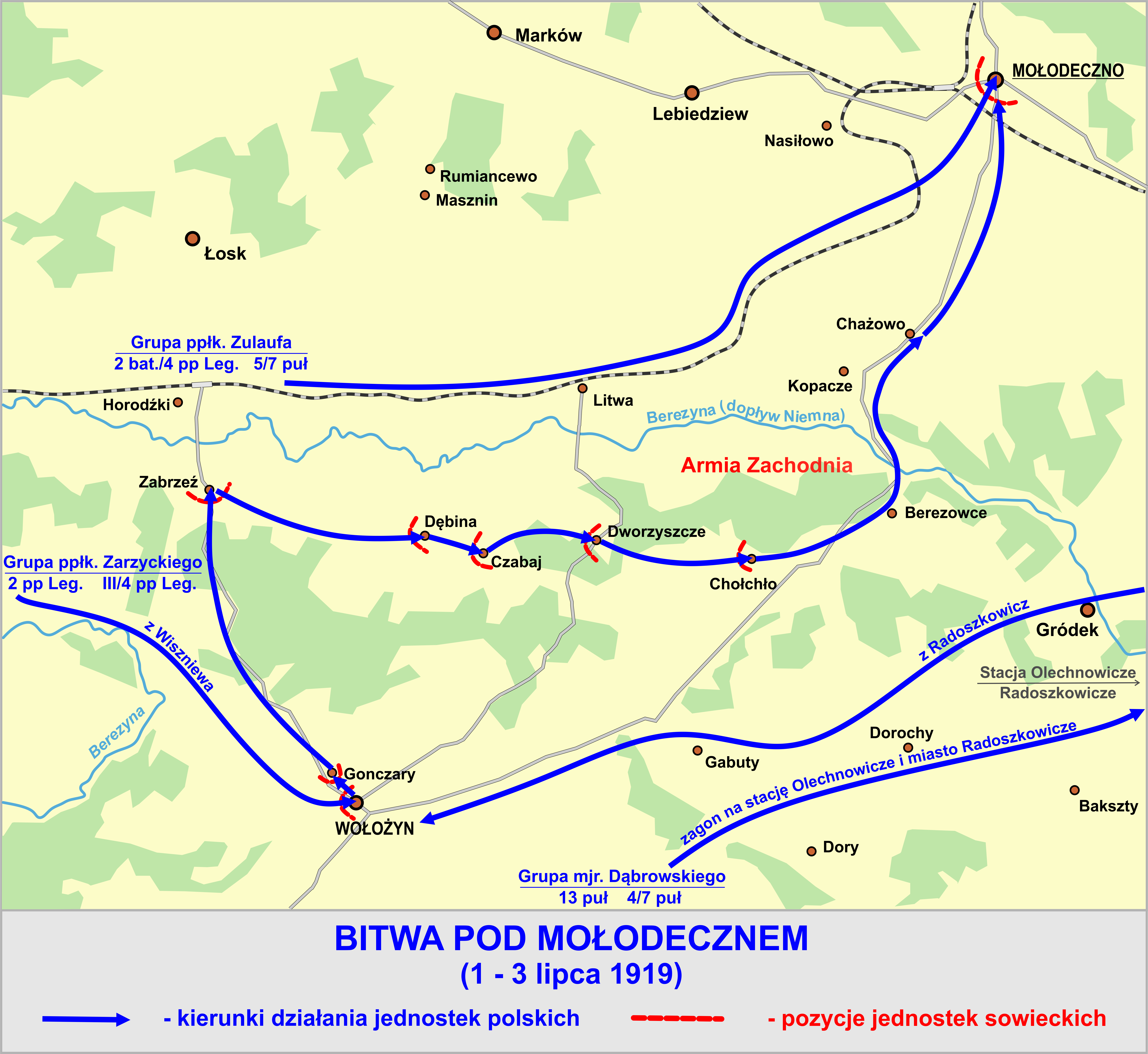
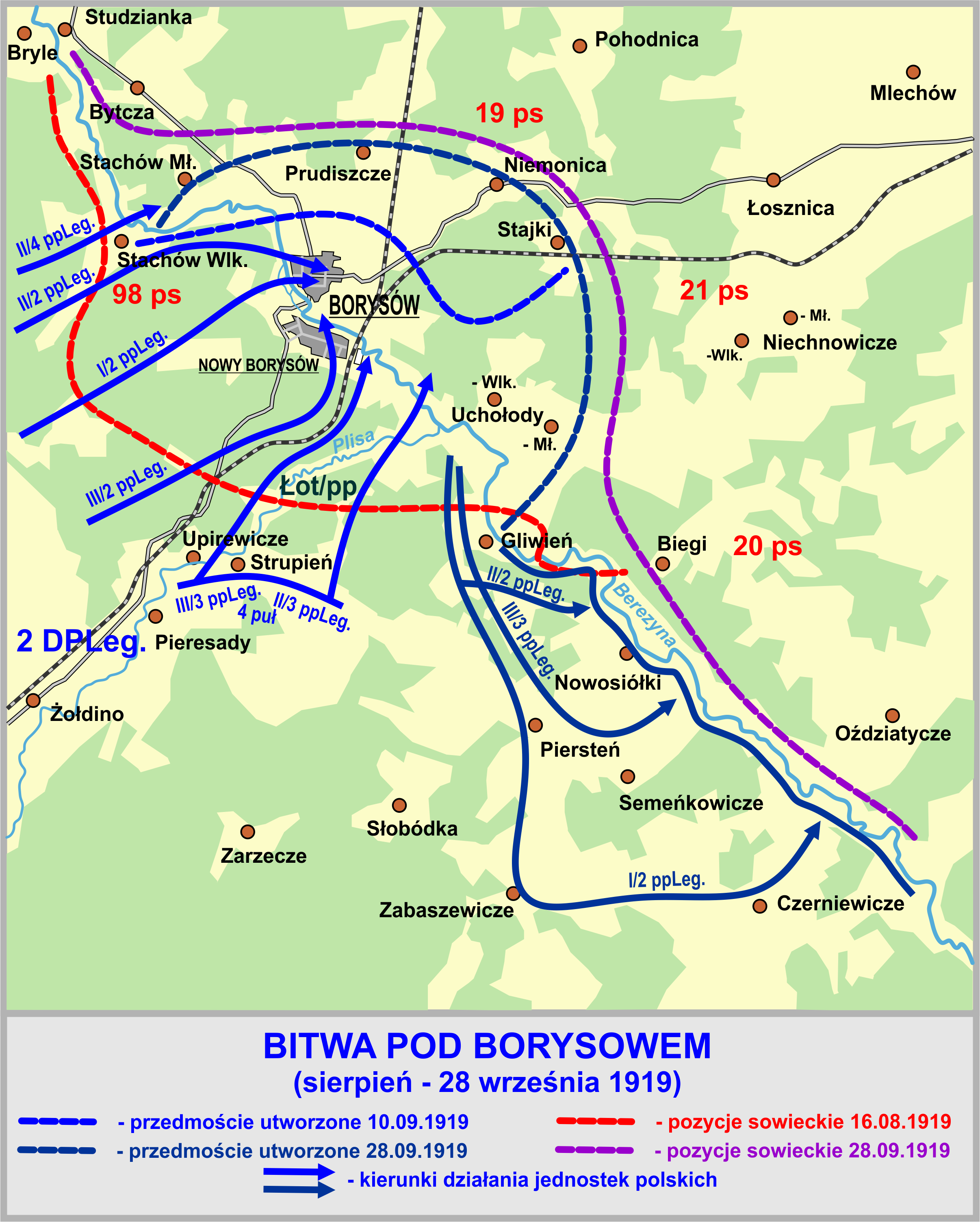
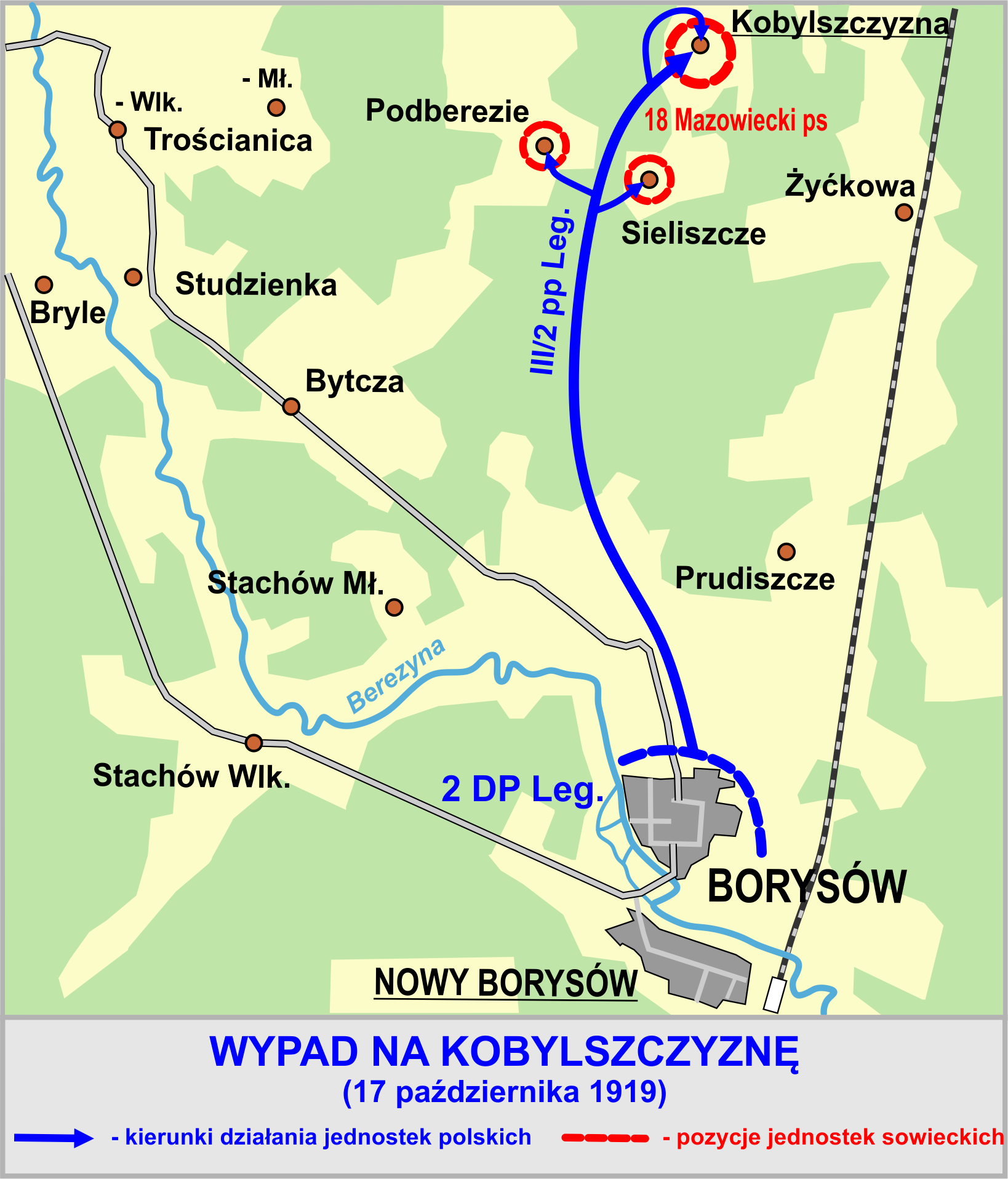
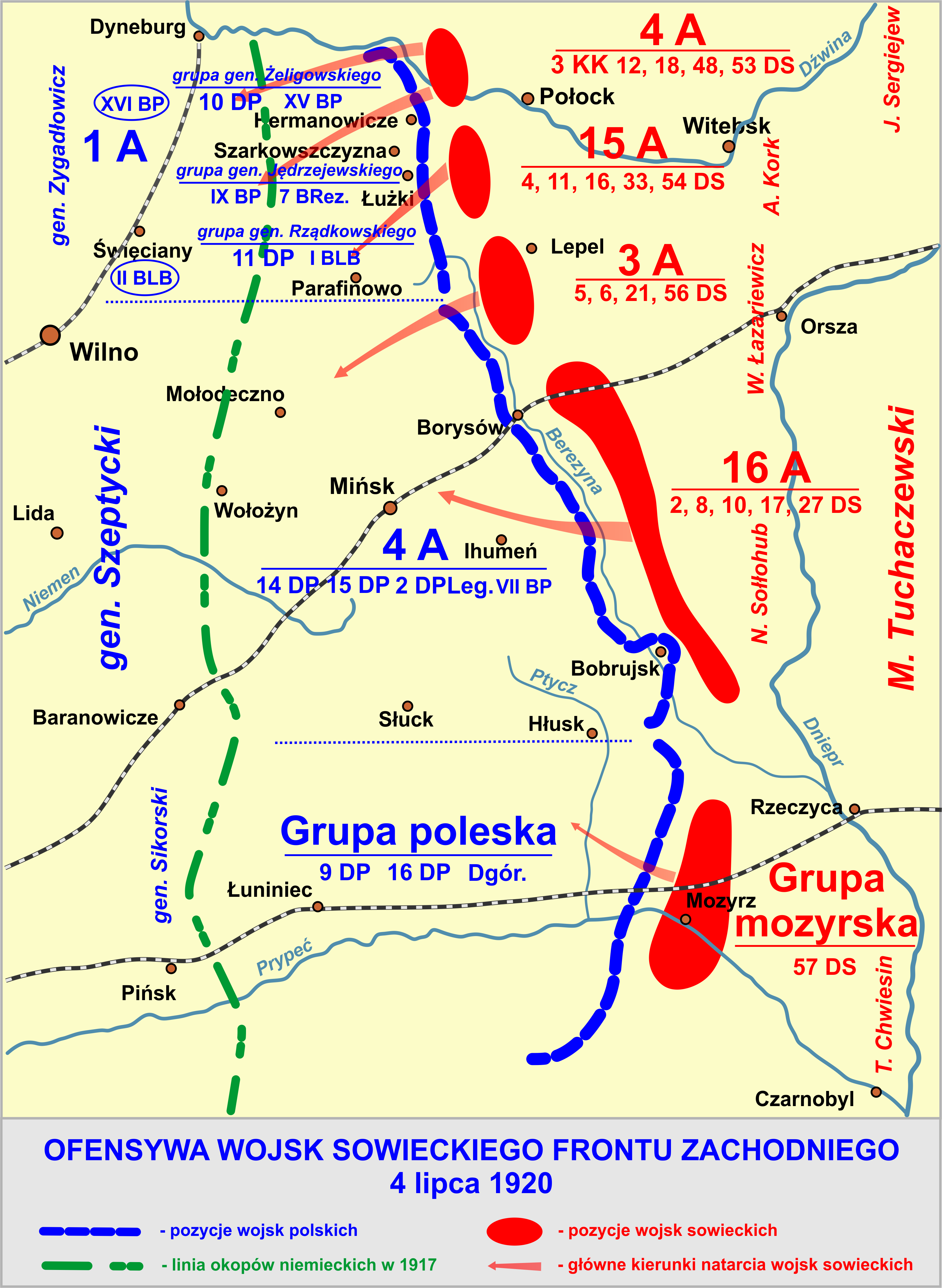
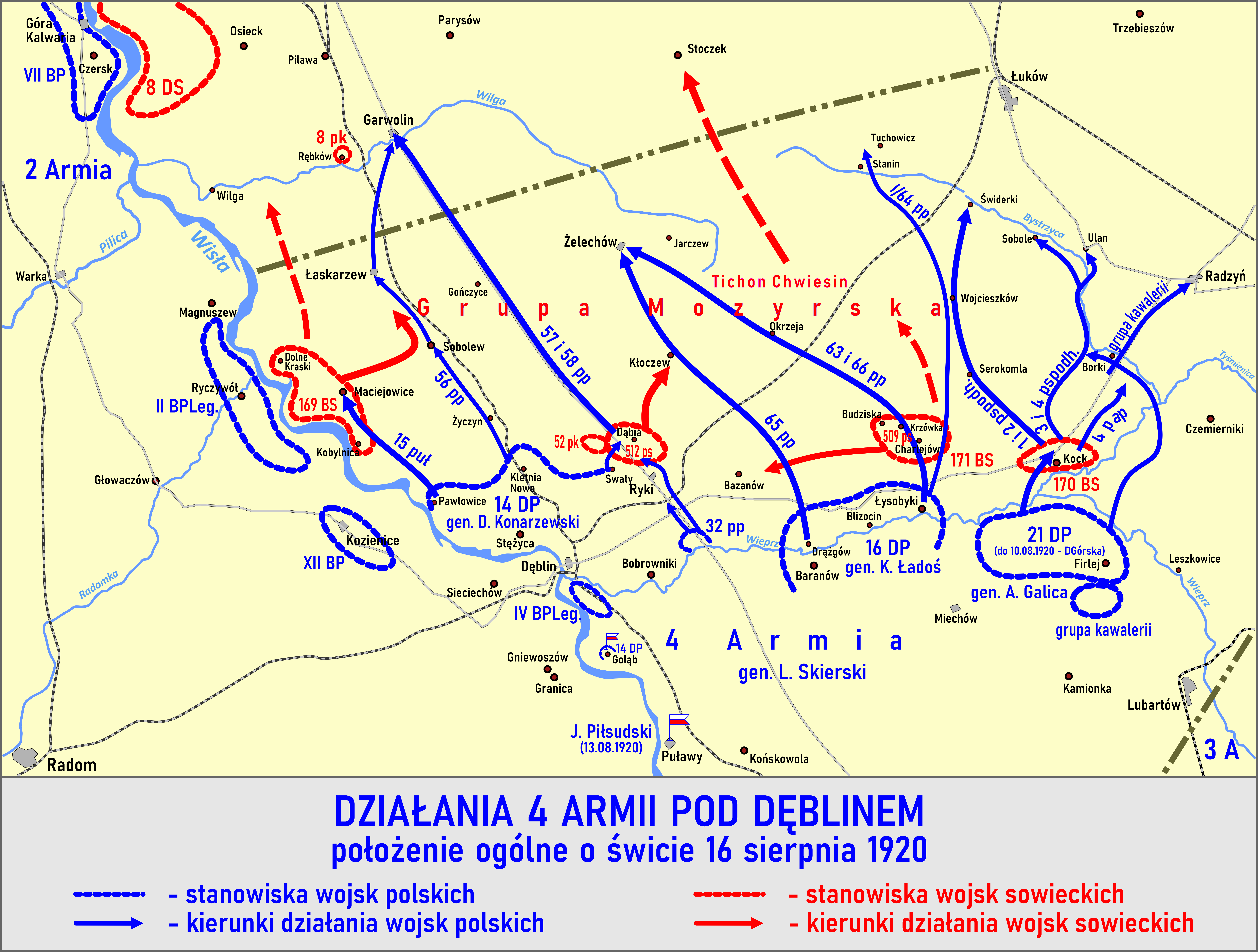
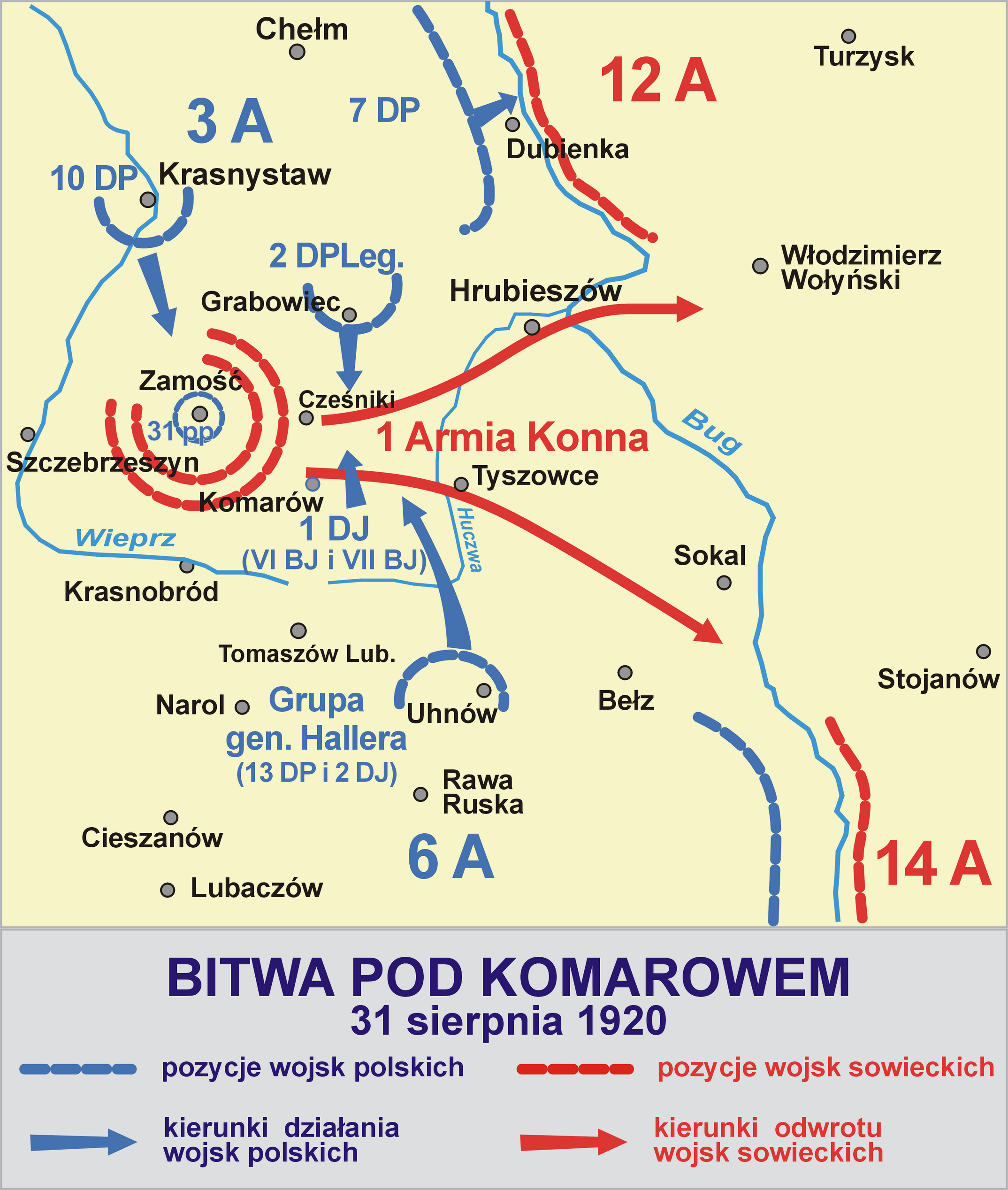
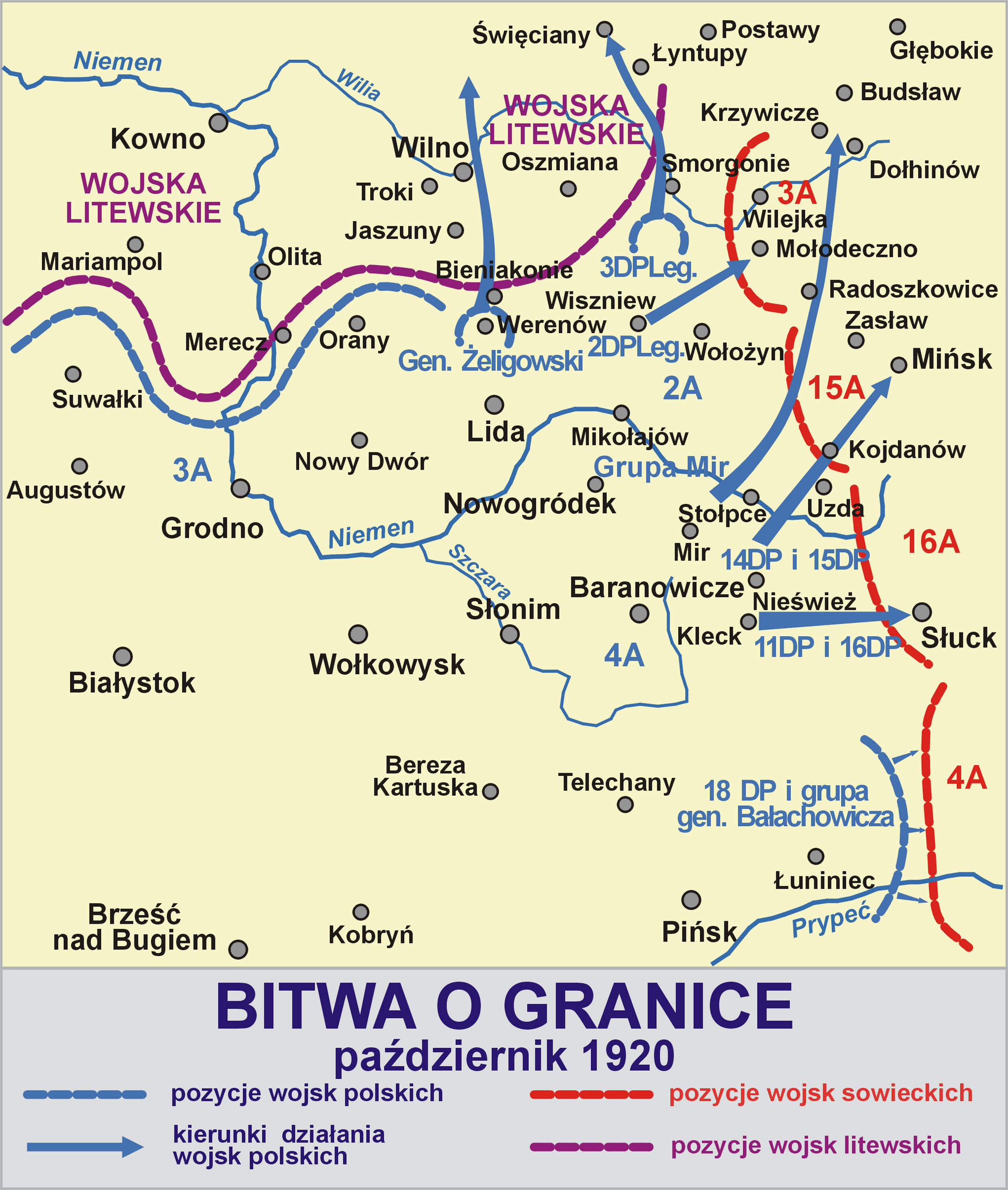

## Pułk w okresie pokoju
W okresie międzywojennym 2 pułk piechoty Legionów stacjonował na terenie Okręgu Korpusu Nr II w garnizonie Chełm na Cytadeli, a kadra batalionu zapasowego w Brzeżanach. Wchodził w skład 2 Dywizji Piechoty Legionów.
Po zakończeniu wojny polsko-radzieckiej 2 pp Leg. od maja do sierpnia 1922 r. stacjonował w Siedlcach. Po demobilizacji 2 DP Leg. została rozmieszczona na terenie DOK X Przemyśl.
W Kielcach stacjonowało dowództwo dywizji, a 2 pp Leg. został przesunięty z Grodna do Piotrkowa, żeby w 1923 roku przybyć do Pińczowa. Ponieważ pamiętające jeszcze carskie czasy, stare koszary pińczowskie, nie były w stanie pomieścić całego pułku, I batalion jako batalion detaszowany został skierowany do Staszowa i stacjonował tam do września 1939 roku.

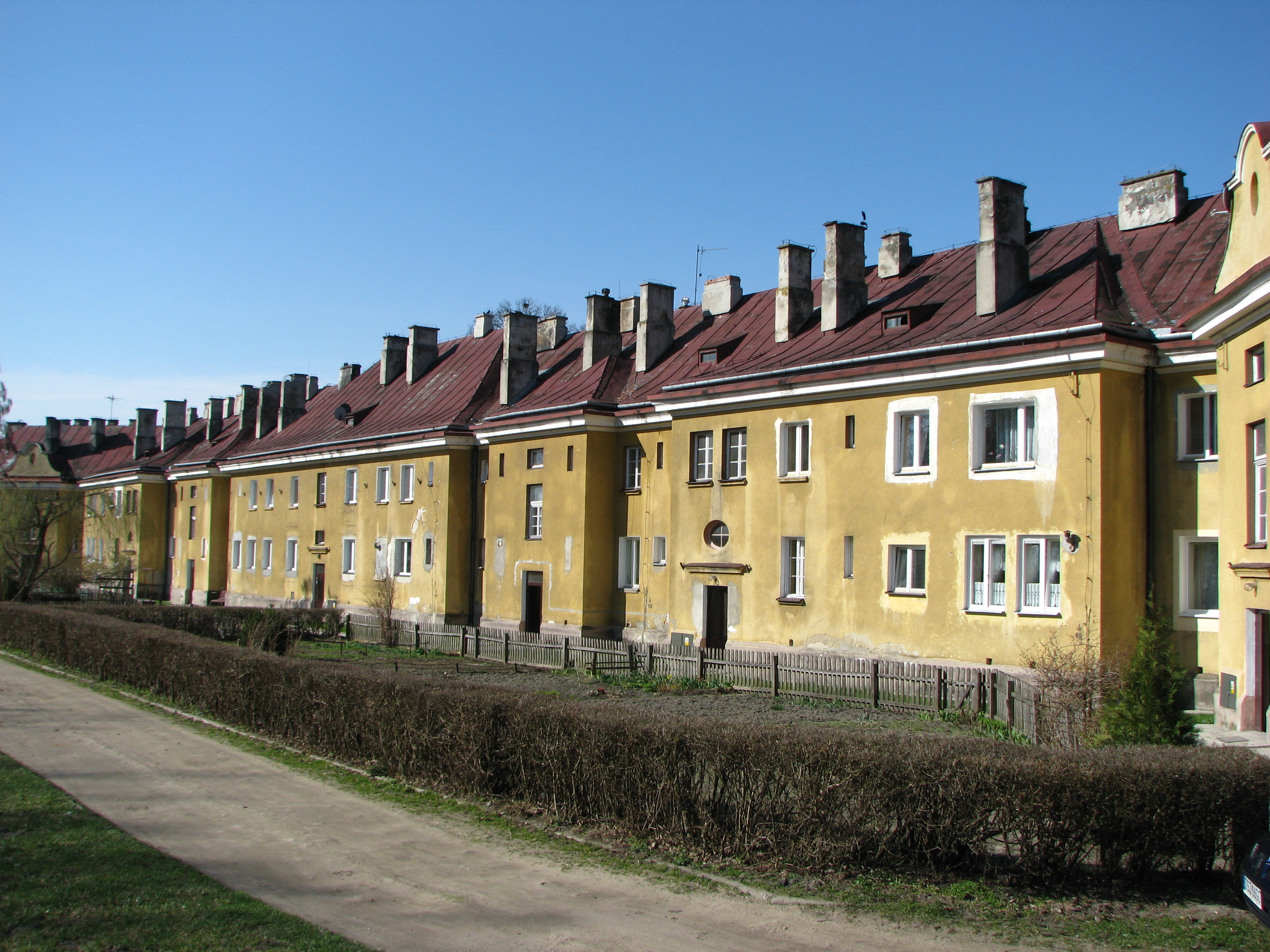
Staszów – dom oficerski przy koszarach

Przybyły do Staszowa I batalion ożywił znacznie atmosferę miasta. W „Domu Żołnierza” kadra i żołnierze batalionu organizowali liczne i różnorodne imprezy, które wzbogaciły życie kulturalne miasta. Zdewastowane koszary byłego carskiego pułku kawalerii i budynki towarzyszące zostały doprowadzone do stanu używalności. W 1927 roku oddano do użytku duży pawilon mieszkalny dla kadry zawodowej batalionu.
W Pińczowie 21 września 1924 roku wręczono pułkowi sztandar ufundowany przez społeczeństwo Piotrkowa Trybunalskiego i ziemi piotrkowskiej. W Pińczowie pułk przebywał przez parę lat w wyjątkowo niekorzystnych warunkach. Na początku 1931 roku zmienił miejsce pobytu, przechodząc do Sandomierza. II i III batalion zostały zakwaterowane we wzniesionych w latach dwudziestych nowoczesnych koszarach, natomiast dowództwo pułku ze sztabem i kasynem oficerskim mieściło się w budynku dawnego klasztoru Reformatów. Funkcję kościoła garnizonowego pełnił kościół św. Józefa. Po roku 1930 uformowała się ostatecznie struktura 2 pp Leg. W jego skład wchodziło dowództwo, kwatermistrzostwo, kompania administracyjna, trzy bataliony piechoty, liczące po trzy kompanie strzeleckie i kompania ckm każdy oraz pododdziały pozabatalionowe: pluton artylerii piechoty, pluton łączności, pluton pionierów i pluton zwiadowców konnych. Struktura ta utrzymywała się do września 1939 r. Do wybuchu wojny pułk powiększył się o kompanię przeciwpancerną, wyposażoną w 9 armatek 37 mm.
19 maja 1927 roku Minister Spraw Wojskowych marszałek Polski Józef Piłsudski ustalił i zatwierdził dzień 15 lutego, jako datę święta pułkowego. Pułk obchodził swoje święto w rocznicę brawurowego przejścia 2 pp przez linię frontu pod Rarańczą w roku 1918.
Na podstawie rozkazu wykonawczego Ministerstwa Spraw Wojskowych do Departamentu Piechoty o wprowadzeniu organizacji piechoty na stopie pokojowej PS 10-50 z 1930 roku, w Wojsku Polskim wprowadzono trzy typy pułków piechoty. 2 pułk piechoty zaliczony został do typu I pułków piechoty (tzw. „normalnych”). W każdym roku otrzymywał około 610 rekrutów. Stan osobowy pułku wynosił 56 oficerów oraz 1500 podoficerów i szeregowców. W okresie zimowym posiadał batalion starszego rocznika, batalion szkolny i skadrowany, w okresie letnim zaś batalion starszego rocznika i dwa bataliony poborowych.
Po wprowadzeniu nowej organizacji piechoty na stopie pokojowej, pułk szkolił rekrutów dla potrzeb batalionu Korpusu Ochrony Pogranicza. Stacjonujący w Staszowie I batalion spełniał to zadanie. W związku z tym pobierał rekruta dwa razy w roku, w marcu i listopadzie. Szkolenie było prowadzone w 2 i 3 kompanii oraz w kompanii ckm. Po pięciomiesięcznym przeszkoleniu żołnierze byli odsyłani na granicę polsko-radziecką i polsko-litewską do batalionów KOP w Wołożynie, Sarnach i Czortkowie oraz do szkoły podoficerskiej w Osowcu. II i III batalion od 1930 roku wcielały rekruta raz w roku, na wiosnę, a szkolenie przebiegało w dwóch okresach, gdzie pierwszy trwał dwanaście miesięcy, a w drugim sześciomiesięcznym doskonalono umiejętności starszego rocznika. Żołnierze młodszego rocznika uczestniczyli w ćwiczeniach od plutonu do kompanii włącznie, natomiast rocznik starszy przerabiał ćwiczenia batalionowe. W porze letniej pułk wyruszał w pole, ćwicząc m.in. na poligonach w Niwkach Daleszyckich, Krzątce k. Bojanowa, w okolicach Jędrzejowa i Częstochowy. Pułkowa szkoła podoficerska prowadziła dwunastomiesięczne szkolenie w plutonach specjalnych.
Na zebraniu przedstawicieli miejscowego społeczeństwa, które odbyło się 15 kwietnia 1931 roku w sali Rady Miejskiej powołano Koło Przyjaciół Żołnierza 2 pp Leg. 19 kwietnia 1931 roku została staraniem pułku odtworzona Gospoda Żołnierska, a po sprowadzeniu z Pińczowa inwentarza Gospody placówkę tę uroczyście otwarto. Prowadziły ją bezinteresownie członkinie Koła Przyjaciół Żołnierza, Rodziny Wojskowej, Koła Polek i Związku Pracy Obywatelskiej Kobiet, a żołnierze spędzali tam czas wolny od zajęć służbowych, mając do swojej dyspozycji czytelnię czasopism, gry towarzyskie, radio, patefon. Znajdował się tam również bufet, w którym można było kupić produkty żywnościowe po cenie zakupu. Pułk otrzymywał od ofiarnego społeczeństwa sandomierskiego liczne dary i upominki. Z okazji Święta Żołnierza w 1931 roku, sandomierzanie ufundowali nagrodę w postaci trąbki sygnałówki z proporczykiem dla zwycięskiej kompanii w zawodach sportowych. W dwutygodniku samorządowo-społecznym „Ziemia Sandomierska” znajdowały się artykuły opisujące ważniejsze wydarzenia z życia pułku. Orkiestra wojskowa, prowadzona początkowo przez kapelmistrza kpt. Adama Żołobińskiego, a następnie przez kpt. dypl. Franciszka Ksawerego Gorzelniawskiego godnie reprezentowała pułk na uroczystościach. Często wyjeżdżała na występy poza siedzibę garnizonu, m.in. do Buska-Zdroju i Truskawca. Tradycją były uroczyste capstrzyki z udziałem orkiestry na ulicach Sandomierza w przeddzień świąt państwowych i wojskowych: Święta Pułkowego, 3 maja, Święta Żołnierza, Święta Niepodległości, a także poranny hejnał z Bramy Opatowskiej w dniu święta. Kapelmistrz orkiestry F.K. Gorzelniawski skomponował w 1937 roku marsz jako marsz pułkowy 2 pp Leg.
W 1932 roku święto 2 pp Leg. połączono ze zjazdem legionistów II Brygady. Podczas uroczystości płk de Laveaux wręczył odznaki pułkowe inspektorowi armii gen. dyw. Aleksandrowi Osińskiemu, dowódcy piechoty dywizyjnej 2 DP Leg. gen. bryg. Mieczysławowi Smorawińskiemu, dowódcy 17 DP gen. bryg. Tadeuszowi Malinowskiemu, pułkom i dowódcom 3 i 4 pułku piechoty, 2 pszwol., 2 pal oraz oficerom 2 pp Leg. Z tej okazji odbyła się defilada, a w auli miejscowego gimnazjum okolicznościowa akademia.
Dwa lata później święto pułkowe obchodzono w szczególnie podniosłym nastroju z okazji dwudziestej rocznicy istnienia pułku. Uroczystości zaszczycili swoją obecnością dostojni goście, m.in. d-ca 2 DP Leg. gen. bryg. Juliusz Zulauf i gen. bryg. T. Malinowski. Miasto Sandomierz i wiele osób szczególnie dla pułku zasłużonych zostało udekorowane odznaką pułkową. Otwarto również muzeum pułkowe, a od mieszkańców Sandomierza otrzymał pułk aparaturę radiofoniczną w postaci aparatu radiowego, dziesięciu głośników i gigantofonu na plac ćwiczeń. Odbyły się również liczne imprezy towarzyszące. Przedstawiciele powołanego w 1928 roku „Koła oficerów b. 2 pp Legionów Polskich”, uczestniczyli w obchodach święta pułku. Delegaci Koła zostali przyjęci 22 lutego 1932 roku na audiencji przez Józefa Piłsudskiego wręczając Marszałkowi odznakę 2 pp Leg. Przy pułku istniał WKS, w którym wyróżniała się sekcja piłki nożnej. 27 lipca 1933 roku z okazji Święta Morza otwarto i poświęcono Wojskową Przystań pułku, a odbywające się w tym dniu zawody uświetniły uroczystość.
W styczniu 1936 roku po płk. dypl. Ludwiku de Laveaux dowództwo pułku objął ppłk Ludwik Czyżewski, który w następnym roku awansował na pułkownika. W połowie marca 1939 roku sześciu podoficerów z pułku zostało wysłanych z grupą 82 żołnierzy na Westerplatte w celu objęcia służby w Wojskowej Składnicy Tranzytowej. W związku z narastającym zagrożeniem ze strony niemieckiej, wzrosła ofiarność społeczeństwa na rzecz obronności kraju. 6 kwietnia 1939 roku korpus oficerski i podoficerski pułku złożył kwotę 6.000 zł na Fundusz Obrony Narodowej, a pracownicy Wytwórni Amunicji Nr 3 ufundowali dla pułku 2 ckm z biedkami i zaprzęgami. 4 czerwca 1939 roku odbyła się w Łagowie uroczystość, podczas której dzieci ze szkół podstawowych wręczyły pułkowi ufundowany przez siebie sprzęt i uzbrojenie.
| Obsada personalna i struktura organizacyjna w marcu 1939 | Obsada personalna i struktura organizacyjna w marcu 1939 |
| Stanowisko                                               | Stopień, imię i nazwisko                                 |
| Dowództwo, kwatermistrzostwo i pododdziały specjalne     | Dowództwo, kwatermistrzostwo i pododdziały specjalne     |
| -------------------------------------------------------- | -------------------------------------------------------- |
| dowódca pułku                                            | płk Ludwik Czyżewski                                     |
| I zastępca dowódcy pułku                                 | vacat                                                    |
| adiutant                                                 | kpt. Mieczysław Gustaw Osuchowski                        |
| starszy lekarz                                           | kpt. lek. Jerzy Ejmont                                   |
| młodszy lekarz                                           | vacat                                                    |
| oficer placu Staszów                                     | kpt. adm. Kazimierz Milczanowski *                       |
| II zastępca dowódcy pułku                                | mjr Wiktor Feist                                         |
| oficer mobilizacyjny                                     | kpt. adm. (piech.) Karol Szopa                           |
| zastępca oficera mobilizacyjnego                         | kpt. Zdzisław Stefan Zajączkowski                        |
| oficer administracyjno-materiałowy                       | kpt. adm. (piech.) Czesław Henryk Ryłko                  |
| oficer gospodarczy                                       | kpt. int. Tomasz Szyślak                                 |
| oficer żywnościowy                                       | chor. Franciszek Kiljan                                  |
| oficer taborowy                                          | kpt. Józef III Sikorski                                  |
| kapelmistrz                                              | kpt. adm.Franciszek Gorzelniawski                        |
| dowódca plutonu łączności                                | kpt. Józef Kowalczyk                                     |
| dowódca plutonu pionierów                                | por. Stanisław Szubski                                   |
| dowódca plutonu artylerii piechoty                       | por. art. Wojciech Kalenkiewicz                          |
| dowódca plutonu przeciwpancernego                        | por. Zbigniew Pieniążkiewicz                             |
| dowódca oddziału zwiadu                                  | por. Stefan Szczepański                                  |
| I batalion                                               |                                                          |
| dowódca batalionu                                        | mjr Józef Kopecki                                        |
| adiutant dowódcy batalionu                               | kpt Kazimierz Jaworowski                                 |
| pomocnik dowódcy batalionu ds. gosp.                     | kpt adm. (piech.) Kazimierz Milczanowski                 |
| lekarz batalionu                                         | por. lek. Tadeusz Ludwik Bohm                            |
| dowódca 1 kompanii                                       | p.o. por. Józef Robert Wójcik                            |
| dowódca plutonu                                          | ppor. Włodzimierz Stanisław Karolak                      |
| dowódca 2 kompanii                                       | kpt. piech. Leon Łagan                                   |
| dowódca plutonu                                          | por. Witold Szulc                                        |
| dowódca plutonu                                          | ppor. Feliks Czerniak                                    |
| dowódca 3 kompanii                                       | p.o. por. Brunon Stanisław Słupiński                     |
| dowódca plutonu                                          | ppor. Józef Kulicki                                      |
| dowódca 1 kompanii km                                    | por. Wojciech Kruczyński                                 |
| dowódca plutonu                                          | ppor. Kazimierz Alfons Szklarski                         |
| dowódca plutonu                                          | chor. Józef Cholewa                                      |
| II batalion                                              |                                                          |
| dowódca batalionu                                        | mjr dypl. Wincenty Adam Emil Bąkiewicz                   |
| dowódca 4 kompanii                                       | por. Stanisław Sykut                                     |
| dowódca plutonu                                          | chor. Józef Buczek                                       |
| dowódca 5 kompanii                                       | por. Bolesław Henryk Matusiak                            |
| dowódca plutonu                                          | ppor. Roman Stanisław Skoczeń                            |
| dowódca 6 kompanii                                       | kpt. Michał Miller                                       |
| dowódca plutonu                                          | ppor. Antoni Ciesielski                                  |
| dowódca plutonu                                          | ppor. Stanisław Mikołaj Bartecki                         |
| dowódca 2 kompanii km                                    | kpt. Józef Chlipała                                      |
| dowódca plutonu                                          | ppor. Otton Zenon Sadnicki                               |
| dowódca plutonu                                          | ppor. Zygmunt Jerzy Mikusiński                           |
| III batalion                                             |                                                          |
| dowódca batalionu                                        | mjr Marian Antoni Kisielewski                            |
| dowódca 7 kompanii                                       | kpt. Tadeusz Wojciech Dorandt                            |
| dowódca plutonu                                          | ppor. Adolf Andrzej Stępień                              |
| dowódca plutonu                                          | ppor. Walenty Aleksandrów                                |
| dowódca 8 kompanii                                       | kpt. Wilhelm Szczepankiewicz                             |
| dowódca plutonu                                          | ppor. Władysław Taracha                                  |
| dowódca 9 kompanii                                       | por. Wojciech Jurczak                                    |
| dowódca plutonu                                          | ppor. Stanisław Kryk                                     |
| dowódca plutonu                                          | ppor. Franciszek Leonard Baumgart                        |
| dowódca 3 kompanii km                                    | por. Jan Adam Mazur                                      |
| dowódca plutonu                                          | por. Stanisław Józef Ciaś                                |
| na kursie                                                | kpt. Zygmunt Kozik                                       |
| na kursie                                                | kpt. Władysław Rajca                                     |
| na kursie                                                | kpt. Władysław Symonowicz                                |
| na kursie                                                | por. Marian Piotr Kossowski                              |
| 2 obwód przysposobienia wojskowego „Sandomierz”          |                                                          |
| kmdt obwodowy PW                                         | mjr piech. Adolf Dzierżyński                             |
| kmdt powiatowy PW Sandomierz                             | p.o. kpt. Michał Miller (*)                              |
| kmdt powiatowy PW Opatów [m.p. Ostrowiec]                | kpt. adm. (piech.) Piotr Perczyński                      |
| kmdt powiatowy PW Iłża [m.p. Wierzbnik]                  | por. kontr. piech. Kazimierz Starowicz                   |
| kmdt powiatowy PW Tarnobrzeg                             | kpt. adm. (piech.) Michał Szydełko                       |

## Pułk w kampanii wrześniowej

### Mobilizacja
Podczas letniego pobytu na ćwiczeniach w rejonie Klimontowa, 22 sierpnia pułk otrzymał rozkaz powrotu do koszar, a pięć dni później przyszło do pułku zarządzenie o tzw. cichej mobilizacji alarmowej. Mobilizacja przebiegała w następujących miejscowościach: w Staszowie – I batalion pod dowództwem mjr. Józefa Kopeckiego; w Chwałkach na płn.-zach. od Sandomierza – II batalion kpt. Kazimierza Jaworowskiego, pododdziały pozabatalionowe i sztab pułku; w Mokoszynie na wsch. od Sandomierza – III batalion dowodzony przez mjr. Tadeusza Żelazowskiego. Dzięki dobremu wstawiennictwu rezerwistów, mobilizacja przebiegła bardzo sprawnie, a przed wyjazdem na front żołnierze złożyli uroczystą przysięgę. I batalion, który przybył ze Staszowa do Sandomierza 28 sierpnia przed wieczorem został z marszu załadowany do transportu kolejowego, a następnego dnia w drogę wyruszył II batalion ze sztabem pułku i oddziałami specjalnymi. 30 sierpnia po południu wyjechał III batalion. Skierowano je przez Łódź do Łasku, a po wyładowaniu pododdziały przemaszerowały do miejsca koncentracji w rejon Zelów-Ignaców. Dowódca 2 pp Leg. płk Czyżewski złożył meldunek dowódcy 2 DP Leg. płk. dypl. E. Dojan-Surówce o stanie pułku 1 września 1939 roku.

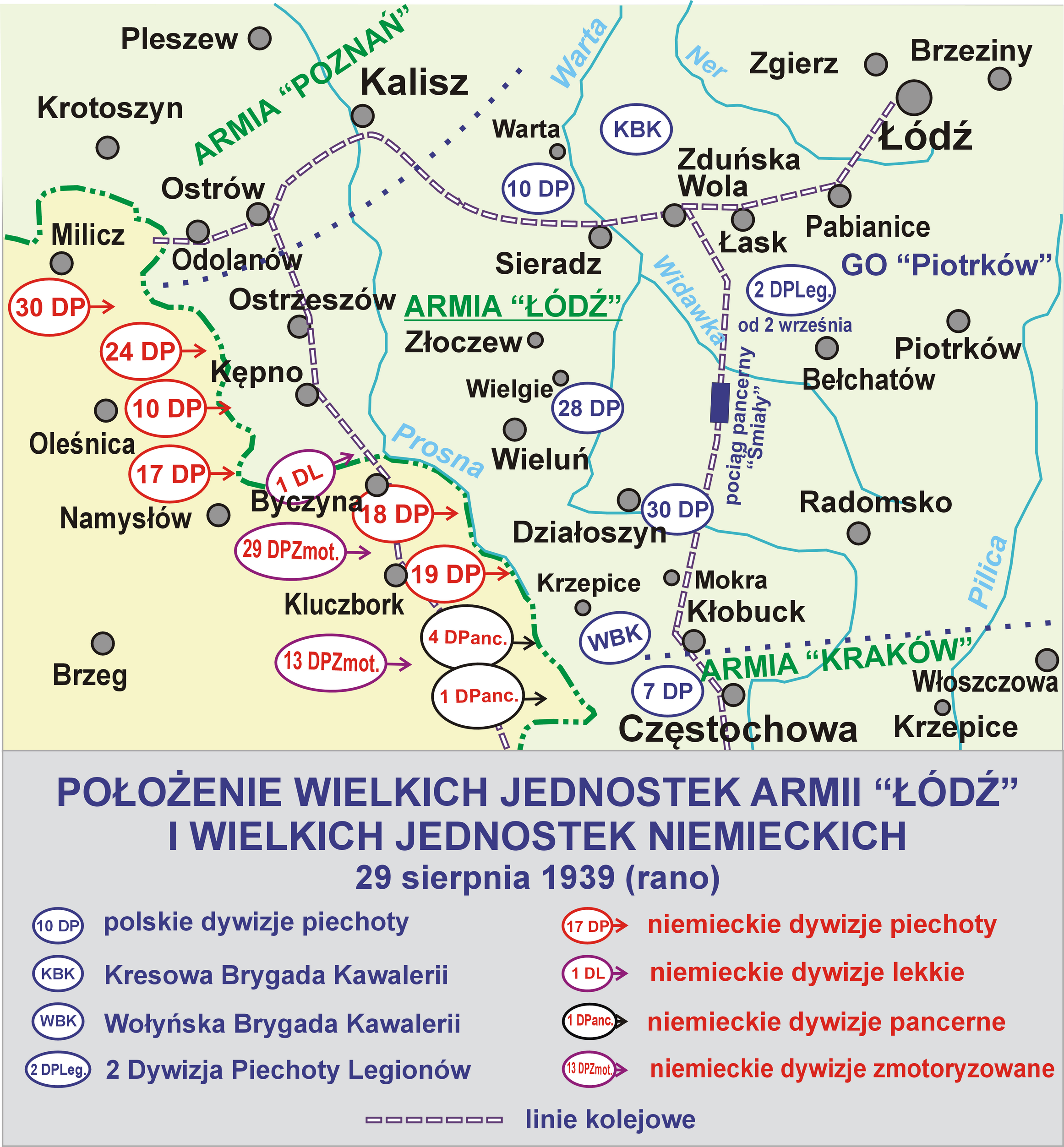
Pułk walczył do 9-09-1939 w składzie Armii „Łódź”

2 pp Leg. wchodził w skład 2 DP Leg, która po zakończeniu mobilizacji w pierwszych dniach września 1939 roku została skoncentrowana w rejonie Pabianic. Dywizja stanowiła odwód Armii „Łódź”. W ramach tej armii, jako pośrednie ogniwo dowodzenia, utworzona została Grupa Operacyjna „Piotrków” pod dowództwem gen. bryg. Wiktora Thommee. 1 września 1939 roku Armię „Łódź” zaatakowały główne siły niemieckiej 8 Armii gen. Johannesa Blaskowitza i płn. zgrupowanie 10 Armii gen. Waltera Reichenaua. Niezwykle groźna sytuacja wytworzyła się na płd. skrzydle armii gen. Rómmla, ponieważ niemiecki XIV KPanc. gen. kaw. Ericha Hoepnera uderzył siłami 4 i 1 D Panc. w styk Armii „Łódź” i „Kraków”. W czasie dwudniowych walk pod Mokrą i Ostrowami z Wołyńską Brygadą Kawalerii, oddziały niemieckie przebiły się ku szosie Radomsko-Piotrków-Warszawa, zagrażając tyłom armii.

### Obrona pozycji Księży Młyn – Borowskie Góry – Rozprza
Wobec grożącego niebezpieczeństwa okrążenia, gen. Rómmel postanowił niezwłocznie wzmocnić obronę odcinka Księży Młyn-Rozprza. 2 września o 14:00 dowódca 2 DP Leg. otrzymał rozkaz od gen. Rómmla skierowania w rejon Bełchatowa do dyspozycji gen. Thommee pułku piechoty wraz z dywizjonem artylerii z zadaniem obrony węzła komunikacyjnego w Bełchatowie. Do wskazanego rejonu wysłany został 2 pp Leg., III dywizjon 2 pal mjr. Bodek-Mirskiego oraz pluton kolarzy. Całością sił dowodził płk Czyżewski. Pułk, po otrzymaniu rozkazu, ruszył w drogę marszem ubezpieczonym w kolumnach batalionowych, osiągając wieczorem rejon Bełchatów-Grocholice. Płk Czyżewski otrzymał trudne i odpowiedzialne zadanie obrony odcinka Księży Młyn-Modrzew-Cyganów-Borowskie Góry-Ludwików-Jeżów-Rozprza oraz ubezpieczenia lewego skrzydła 30 DP, która wycofywała się na linię rzeki Widawki. Do wykonania tego zadania zdołano zgromadzić następujące jednostki: 2 pp Leg., 7 b km i bt., III/ 2 pal, pluton kolarzy oraz batalion improwizowany z OZ 7 DP kpt. Euzebiusza Marszałka. Do obsadzenia tak szerokiego pasa obrony były to siły bardzo słabe, więc płk Czyżewski postanowił wydzielić trzy zasadnicze punkty oporu w rejonie Księżego Młyna, Gór Borowskich i Jeżowa-Rozprzy. Przestrzeń pomiędzy nimi miała być dozorowana.
2 września, po przybyciu na SD dowódcy 2 pp generała Thommee, zdecydowano obsadzić siłami 2 pp zachodnie skrzydło odcinka wraz z Borowskimi Górami. Na krańcach pasa obrony odcinka Księży Młyn-Rozprza przepływały rzeczki o zabagnionych dolinach, stanowiące naturalną przeszkodę dla broni pancernej. W rejonie Księżego Młyna rz. Rakówka, a na płd. od Jeżowa i Rozprzy rz. Prudka. W nocy z 2 na 3 września pułk przystąpił do obsadzania wyznaczonych rubieży obrony. I batalion pułku z 7 baterią 2 pal, plutonem ppanc. oraz 1 kompanią ckm z 7 batalionu km i bt zorganizował obronę odcinka Księży Młyn-Modrzew-Morgi Zawadzkie. Dowodził nimi mjr Kopecki, który miał nawiązać i utrzymać łączność z lewym skrzydłem 30 DP. Kluczem całej pozycji były Borowskie Góry stanowiące trzy wzniesienia złączone z sobą u podstawy, z kulminacją 278,5 m n.p.m., które były całkowicie „gołe”, niezalesione.
Księży Młyn został obsadzony przez 1 kompanię por. Brunona Słupińskiego, Modrzew obsadził por. Artur Radziwiłł z 2 kompanią, a 3 kompania por. Józefa Wójcika stanęła w odwodzie zajmując rejon na płd. od m. Bugaj. III batalion pułku dowodzony przez mjr. Żelazowskiego zajął odcinek „Borowskie Góry” na linii Cyganów – płd. stoki Borowskich Gór – Lucynów – Ludwików Mjr Żelazowski rozmieścił w pierwszym rzucie w prawo 7 kompanię kpt. Tadeusza Doranta i 8 kompanię kpt. Wilhelma Szczepankiewicza w lewo, a ppor. Jarosław Konarzewski z 9 kompanią stanął w drugim rzucie, za lewym skrzydłem. Stanowisko dowodzenia płk. Czyżewskiego znajdowało się w szkole w Janowie. II batalion pułku pod dowództwem kpt. Jaworowskiego stanął w odwodzie na płd. wsch. od Janowa. Płk. Czyżewskiego niepokoiła ogromnie słaba obsada pozycji Jeżów – Rozprza. Żądając wzmocnienia pozycji, otrzymał ze sztabu GO odpowiedź, że z Piotrkowa przybędą dodatkowe bataliony, a z lasu Lubień wyjdzie na skrzydło nacierających w kierunku Piotrkowa Niemców duże przeciwnatarcie odwodowej Armii „Prusy”.
Ponieważ zbombardowany został węzeł kolejowy w Koluszkach, więc nie doszedł do skutku zamiar wsparcia obrony Rozprzy artylerią pociągu pancernego z toru Piotrków – Rozprza. Cały dzień trwała wytężona praca na pozycjach polskich od Księżego Młyna po Rozprzę przy budowie umocnień polowych, organizacji łączności, rozmieszczaniu broni ppanc. i maszynowej oraz rozpoznawania przedpola.3 września rano dużą aktywność przejawiało lotnictwo nieprzyjaciela, wykonując liczne loty patrolowe oraz bombardując Janów, Jeżów i Rozprzę. Na tabory II i III batalionu 2 pp spadły bomby. Most na rzece Prudce został wysadzony przez obrońców. Około południa płk Czyżewski wysłał do sztabu GO „Piotrków” meldunek, w którym informował o wejściu własnych patroli w kontakt z pancernymi patrolami wroga. W godzinę później Rozprza i Jeżów zostały zbombardowane i silnie ostrzelane ogniem artyleryjskim, a na pozycje kpt. Marszałka ruszyły czołowe elementy 1 D Panc. Atak ten spowodował panikę w dwóch plutonach 1 kompanii batalionu improwizowanego kpt. E. Marszałka, które opuściły swoje stanowiska. Dowódca batalionu kpt. Marszałek opanował sytuację i zawrócił wycofujące się samowolnie oddziały do dalszej walki. Do pomocy walczącym został wysłany przez płk Czyżewskiego pluton kolarzy, który przybył o świcie 4 września.
Niemiecka broń pancerna pojawiła się po południu przed okopami I batalionu 2 pp i Górami Borowskimi. Co pewien czas na przedpolu wybuchała strzelanina, która świadczyła o spotkaniach patroli własnych z patrolami wroga. 4 września od świtu lotnicze rozpoznanie meldowało o zbliżaniu się dużych kolumn pancernych wroga. Na pozycje płk. Czyżewskiego wyszło natarcie dwóch dywizji pancernych wroga. Dysponowały one ogromną siłą ognia i dużą manewrowością. Cała linia polskiej obrony od Księżego Młyna po Rozprzę stanęła przed południem w ogniu. I batalion 2 pp został zaatakowany przez niemiecki I batalion 12 pułku strzelców z 4 D Panc., ale natarcie załamało się w ogniu piechoty i artylerii III/2 pal. W rejonie Wroników, Laski artyleria polska ostrzelała silnym ogniem kolumnę czołgów nieprzyjaciela zmierzających do Jeżowa. Z rejonu Pawłowa o 13:35 na stanowiska III batalionu mjr. Żelazowskiego wyszło niemieckie natarcie wzmocnione czołgami i kilkoma zmotoryzowanymi bateriami artylerii. Atak czołgów został rozbity przez zmasowany ogień III dywizjonu mjr. Bodek-Mirskiego, a celny ogień legionistów oraz broni maszynowej 3 kompanii ckm por. Jana Mazura i 2 kompanii ckm z 7 bat. km i bt. zatrzymał piechotę. Pierwsze natarcie na Góry Borowskie zostało odparte, a napastnik poniósł duże straty.
I batalion 2 pp został powtórnie zaatakowany po południu. Atakująca piechota niemiecka pod ogniem polskiej artylerii nie sforsowała Rakówki, lecz zaległa na przedpolu i wieczorem wycofała się. O godz. 18.30 na pozycje II batalionu 2 pp ruszyło niemieckie natarcie, wsparte ok. 60 czołgami, a Borowskie Góry znalazły się pod niezwykle silnym ogniem niemieckiej artylerii. Obrońcy odpowiedzieli ze wszystkich środków ogniowych będących w ich dyspozycji, więc Niemcy zostali zasypani ogniem broni maszynowej, moździerzy, działek ppanc. i artylerii całego dywizjonu. Natarcie wroga załamało się po 25 minutach przy dużych stratach w piechocie i broni pancernej, a 4 D Panc. zatrzymała się w rejonie Parzniewic i do końca dnia nie wznawiała ataków.

Niemiecka l DPanc uzyskała powodzenie w natarciu na Jeżów i Rozprzę, a jej saperom udało się przerzucić pomosty przez Prudkę w Jeżowie. W ogniu broni maszynowej oraz plutonu artylerii por. Kalenkiewicza jej pierwsze forsowanie rzeki z marszu załamało się, ale powtórna próba przerzucenia czołgów powiodła się. Jeżów został opanowany. W zabudowaniach Jeżowa aż do nocy broniła się grupa żołnierzy z ppor. Stanisławem Markowskim. Padła również po zaciętej obronie Rozprza, ale walka o nią mimo przygniatającej przewagi wroga, trwała kilka godzin. Przesądziło o tym przerzucenie mostu przez Prudkę, po którym przeszły czołgi, rozbijając polską obronę. Obsługa plutonu artylerii por. Kalenkiewicza twardo walczyła, ale jeden działon został rozbity, a drugi uszkodzony oraz poległo wielu kanonierów. Por. Kalenkiewicz z niedobitkami wycofał się z Rozprzy i późną nocą zameldował się u płk. Czyżewskiego. Próba odbicia Jeżowa przy użyciu czołgów 3 kompanii kpt. Antoniego Próchniewicza z 30l bcz. nie powiodła się. Natarcie 2 kompanii czołgów kpt. Konstantego Hajdenki na Rozprzę również zakończyło się fiaskiem. Gen. Thommee udzielił pochwały żołnierzom całego odcinka, a przede wszystkim żołnierzom 2 pp 

„( ... ) za szczególne męstwo w utrzymaniu Gór Borowskich ( ... )”

, przesuwając jednocześnie termin obrony do godz. 10.00 dnia 5 września. Nocny wypad na grupujące się w lesie augustowskim czołgi 4 D Panc. był ostatnim akordem walk w dniu 4 września. Kompania wyruszyła o godz. 23.30, uzbrojona w granaty i butelki z benzyną. Niemcy, jednak nie dali się zaskoczyć i przy podejściu 4 kompanii pod ich stanowiska w górę wystrzeliły rakiety, rozbłysły światła reflektorów, a piechota zza czołgów otworzyła ogień. Por. Szulc został ranny, a jego żołnierze wycofali się na pozycje wyjściowe. Polska artyleria ostrzelała las augustowski. Niemcy wycofali się z Parzniewic i przegrupowali swoje siły. Niemiecka 4 D Panc. wydzieliła 2 grupy bojowe do ataku na Borowskie Góry. Pierwsza grupa miała atakować Borowskie Góry wprost z rejonu wsi Siódemka, a druga grupa miała uderzyć z podstaw wyjściowych w rejonie wsi Laski w lewe skrzydło płk. Czyżewskiego. Żołnierze 2 pp uzupełnili amunicję oraz zmienili stanowiska działek ppanc., moździerzy i ckm, ponieważ ich stanowiska były rozpoznane przez Niemców w poprzednich walkach. Obserwatorów artyleryjskich wysunięto jak najbliżej przedniego skraju obrony.
5 września o godz. 5.45 rozpoczęła się bitwa pod Borową Górą, na którą spadły bomby lotnicze i pociski artyleryjskie. Pod szczególnie silnym ostrzałem znalazł się rejon wzgórza 278,5. Do ataku na pozycje II batalionu mjr. Żelazowskiego ruszyła pierwsza grupa bojowa, która pomimo strat powoli posuwała się do przodu. Atak jej załamał się dopiero w ogniu dobrze ukrytych i milczących dotąd przeciw szturmowych karabinów maszynowych. Równocześnie I bat. 2 pp mjr. Kopeckiego zdołał odeprzeć atak 3l DP, próbującej z marszu opanować Księży Młyn i Modrzew. Na lewym skrzydle 2 pp, zagiętym w kierunku Kacperowa, sytuacja zaczęła się kształtować bardzo niekorzystnie. 1 D Panc. rozwinęła natarcie na Piotrków po uzyskaniu powodzenia w rejonie Jeżowa i Rozprzy. Grupa bojowa z 4 D Panc. rozpoczęła marsz w kierunku płn. brzegów Prudki, zagrażając pozycjom 2 pp od wschodu. O godz. 10.00 podporządkowane zostały płk. Czyżewskiemu dodatkowe siły. Gen. Thommee polecił przeprowadzić tymi siłami przeciwnatarcie z rejonu lasu Wygoda na Jeżów, w lewe skrzydło 1 D Panc. Pomimo początkowego sukcesu, a nawet przejściowego opanowania Jeżowa, kontratak polski załamał się przy dużych stratach własnych. Płk Czyżewski tylko szczęśliwym trafem uniknął wielkiego niebezpieczeństwa, (czego w porę nie dostrzeżono), ponieważ wieś Kacperów, z której kierował akcją, została zajęta przez Niemców. Na całe szczęście samochód którym podróżował zdołał się wycofać.
Odciążające uderzenie Armii „Prusy” nie nadchodziło, więc gen. Thommee wyznaczył kolejny termin obrony Borowskich Gór do godz. 15.00 4 D Panc ruszyła do ponownego szturmu, ponieważ Niemcy za wszelką cenę dążyli do opanowania Borowskich Gór. Niemieckie oddziały włamały się w pozycje 7 i 8 kompanii III batalionu, więc do przeciwnatarcia ruszył odwodowy II batalion kpt. Jaworowskiego, z 5 kompanią por. Bolesława Matusiaka na czele. Doszło do walki wręcz. Straty obrońców również były dotkliwe. Kontratak II batalionu zlikwidował włamanie Niemców, ale położenie 2 pp zaczęło się stopniowo pogarszać, a na dodatek utracono łączność ze sztabem GO „Piotrków”. Łączność pułku również przestała funkcjonować, a 4 kompania, która jeszcze ok. południa wyruszyła do osłony stanowiska 2 pp od strony cmentarza w Borowej, zmyliła drogę i dostała się pod silny ogień artylerii. Ponosząc straty i ulegając dezorganizacji nie była w stanie wykonać powierzonego jej zadania.
Na tyły zgrupowania wyszły oddziały niemieckie i ok. godz. 18.00 II i III bp 2 pp znalazły się w okrążeniu. Samowolny odwrót 7 kompanii stworzył niezwykle groźną sytuację i możliwość podejścia Niemców pod stanowiska polskiej artylerii. W tak dramatycznych okolicznościach płk Czyżewski sformował tyralierę z orkiestry, ordynansów, taborytów, telefonistów i tak zaimprowizowanym oddziałkiem zahamował odwrót 7 kompanii, a nawet odzyskał utracone pozycje. Niestety, był, to ostatni wysiłek wykrwawionego do granic możliwości pułku, termin obrony dawno minął i zostały wyczerpane wszystkie odwody. Płk Czyżewski wychodząc z założenia, że każdy następny atak niemiecki mógł doprowadzić do całkowitego zniszczenia zgrupowania postanowił wieczorem cofnąć się w kierunku Zdzieszulic. O godz. 20.15 mjr Herzog ze sztabu GO „Piotrków” dostarczył dowódcy 2 pp rozkaz o wycofaniu zgrupowania do Dłutowa. Aż do świtu 6 września w rejonie Borowskich Gór wybuchały lokalne walki, które toczyły poszczególne grupki żołnierzy, do których nie dotarł rozkaz odwrotu. Wśród walczących grup była również część 6 kompanii III batalionu pod dowództwem ppor. Zbigniewa Niewierowicza. Na płn. skraju Bełchatowa zbierały się poszczególne oddziały skąd przez Drużbice odeszły do Dłutowa. W trakcie obrony Borowskich Gór 2 pp Leg. stracił łącznie w zabitych, rannych i zaginionych 16 oficerów, 67 chorążych, podchorążych i podoficerów oraz 580 legionistów. Ze względu na duże straty płk Czyżewski z II i III bp 2 pp oraz 7 b ckm sformował batalion zbiorczy pod komendą kpt. Charkowa. Niestety, nie wszystkie oddziały zdołały dotrzeć do miejsca zbiórki. Mjr Żelazowski z częścią żołnierzy dołączył do pułku dopiero pod Modlinem.

### Odwrót
Przełamanie przez Niemców polskiej obrony nad Wartą i Widawką oraz dwustronne oskrzydlenie Armii „Łódź”, szczególnie głębokie od południa, zmusiły gen. Rómmla do podjęcia decyzji o odwrocie. Wydał on 5 września rozkaz operacyjny nr 5 przedstawiając w nim plan odskoku wielkich jednostek Armii „Łódź” na najbliższe trzy dni. Określił trzy nocne marsze oraz trzy kolejne linie zatrzymania się z uwzględnieniem stawiania oporu w ciągu dnia. Odwrót miał się odbywać w kierunku przepraw na Wiśle w rejonie Otwocka i Góry Kalwarii. Zgodnie z tym rozkazem GO „Piotrków” miała kolejno osiągać: 5/6 września rejon Dłutowa, 6/7 rejon Rzgów, Tuszyn i 7/8 Brzeziny – rz. Mroga. 6 września o świcie został zbombardowany przez lotnictwo nieprzyjacielskie pałac w Julianowie, w którym mieścił się sztab Armii „Łódź” i SD gen. Rómmla, który w czasie nalotu odniósł kontuzję. Sztab został ewakuowany i ok. godz. 10.00 znalazł się w Mszczonowie (110 km od linii własnych wojsk). W tym samym dniu gen. Rómmel utracił kontakt ze swoimi dywizjami. Tak, więc Armia „Łódź” została bez wodza. Gen. Thommee wziął pod swoją komendę 2, 28, 30 DP i Wołyńską BK. Wymienione związki taktyczne z dniem 7 września utworzyły Grupa Operacyjna gen. Thommee. Zgrupowanie płk. Czyżewskiego przybyło do Dłutowa 6 września nad ranem. 2 pp został czasowo podporządkowany d-cy 30 DP gen. Leopoldowi Cehakowi i stanął w lasach na płd. od Dłutowa jako odwód GO.
W Piętkowie, gdzie pułk stanął na kwaterach dokonano szczegółowego zestawienia strat, a żołnierze dostali posiłek oraz doprowadzili siebie, broń i rynsztunek do należytego porządku. Kwatermistrz pułku kpt. Czesław Ryłko wyjechał do Moszczenicy celem poprawy zaopatrzenia i pobrania pieniędzy na wypłatę żołdu. Do pułku nie zdołał już powrócić, ponieważ został odcięty przez pancerne zagony wroga. Pozostając w dalszym ciągu jako odwód GO, pułk po zapadnięciu zmroku przemaszerował do lasów w rejonie Poddębiny – Tuszyn. Pozostał tam przez cały dzień 7 września, a o zmierzchu został skierowany wraz z III dywizjonem 2 pal do Rzgowa, aby zabezpieczyć przemarsz 30 DP. Około północy z 7 na 8 września został zluzowany przez batalion 83 pp i kontynuował marsz w kolumnie 30 DP. Pułk maszerował przez Andrespol w kierunku Brzezin, a 8 września zajął stanowiska w lesie w rejonie Grzmiącej, osłaniając prawe skrzydło GO. 9 września w m. Bobrowa został podporządkowany swojej macierzystej 2 Dywizji Piechoty Legionów. Tymczasem za płk Dojan-Surówkę (opuścił samowolnie swoich żołnierzy) dowództwo dywizji objął płk dypl. Antoni Staich. Dywizja, która maszerowała z Bobrowej w jednej kolumnie ok. godz. 18.00 dotarła do Makowa.
Nocą z 9 na 10 września płk. Staich z dywizją przeszedł przez Mokrą Lewą, przebrnął przez zatłoczone uciekinierami Skierniewice i pod Rudą wyszedł na wschodni brzeg Rawki zajmując pozycje na płn. od 28 DP. 2 pp jako pierwszy osiągnął prawy brzeg Rawki i obsadził las na zachód od Bartnik. Płk Czyżewski ubezpieczając pułkiem główne siły 2 DP zorganizował obronę na odcinku od wsi Budy Grabskie do płn.-zach. cypla leśnego w Ziemiarach. Sytuacja pułku zaczęła się pogarszać, podobnie jak i pozostałych oddziałów. Rosły trudności w wyżywieniem, zaczęło brakować amunicji, wykruszył się sprzęt, dotkliwie odczuwano brak map, ponieważ płk Czyżewski dysponował tylko jednoarkuszową mapą administracyjną Polski w skali 1:500 000. 10 września w sztabie gen. Thommee przeanalizowano sytuację taktyczną i uznano, że skoro wojska GO zostały ostatecznie obustronnie wyminięte przez nieprzyjaciela, więc dalszy marsz do mostów na Wiśle stał się nieaktualny. Gen. Thommee postanowił zmienić kierunek marszu i przedostać się do Warszawy trzema samodzielnymi kolumnami spodziewając się koniecznością stoczenia walk z siłami niemieckimi, które blokowały drogę do stolicy. Gdyby poszczególne kolumny miały utrudnioną możliwość dotarcia do Warszawy, to powinny przez Puszczę Kampinoską kierować się do Modlina. Kolumna 2 DP ze znajdującym się w jej składzie 2 pp miała dokonać przegrupowania w trzech etapach w porze nocnej po osi: Bolimów-Wiskitki-Błonie-Ołtarzew-Warszawa. W pierwszym etapie miała osiągnąć rejon Wiskitek, w drugim – Ołtarzew, a w trzecim – Warszawę.
Dywizja wyruszyła w drogę zabierając ze sobą tylko tabory bojowe, a resztę pozostawiła nad Rawką. 2 pp maszerował w środkowej części kolumny i o świcie 11 września dotarł do rejonu Wiskitek. Maszerował dalej i w godzinach wieczornych wyszedł na szosę warszawską. Żołnierze mający za sobą ponad trzydziestokilometrowy przemarsz po piaszczystych drogach byli przemęczeni. Zbliżający się do Błonia pułk, został powitany odgłosem ostrej strzelaniny. 4 pp idący w przedniej straży natknął się w miasteczku na ubezpieczenie doborowego pułku SS „Leibstandarte Adolf Hitler”. Doszło do krótkiej i gwałtownej walki, w czasie której II batalion okrążył Błonie od południa i obsadził szosę na Warszawę. Oddziały niemieckie poniosły kompletną klęskę, a do niewoli wzięto jeńców oraz zdobyto sporą ilość sprzętu, mapy i żywność. 2 pp zajął stanowiska obronne nad Utratą i Rokitnicą, a pościg za Niemcami kontynuował 4 pp. II batalion pułku został wysłany przez płk Czyżewskiego pod Święcice celem wsparcia 4 pp. Do świtu Święcice zostały opanowane, a przez cały dzień 12 września 2 pp pozostawał w odwodzie 2 DP. Gen. Thommee przeanalizował przebieg walk stoczonych tego dnia przez GO i na tej podstawie wywnioskował, że nie zdoła się przebić do Warszawy. Szczupłe siły GO były skrajnie wyczerpane, kończyła się amunicja, utracono łączność z Naczelnym Dowództwem i z Warszawą. 13 września gen. Thommee skierował swoją grupę do Modlina, ocalając ją tym samym od zagłady, a na przebicie do Warszawy zdecydował się tylko dowódca 2 DP płk Staich.
13 września 2 pp stał na zach. od Święcic jako odwód dywizji. O godz. 8.00 ruszyło natarcie 2 DP, a poszczególne pułki miały iść do przodu bez oglądania się na sąsiadów. Rejon ześrodkowania dywizji wyznaczono na Żoliborzu. Pułk od świtu przegrupowywał się w kierunku Ołtarzewa. Podczas podejścia do tej miejscowości pododdziały pułku i maszerujące z nimi dwa bataliony 4 pp zostały ostrzelane przez niemiecką artylerię. Legioniści ruszyli do ataku wzdłuż szosy warszawskiej: po lewej stronie 2 pp, a I i III batalion 4 pp po stronie prawej. Wzmagający się ogień niemieckiej artylerii i wiadomość o zajęciu Błonia przez Niemców spowodowały, że ppłk Laliczyński pozostawił pod Ołtarzewem II batalion, a resztę 4 pp wycofał w kierunku Zaborowa (bez zgody dowódcy dywizji). 2 pp walczył początkowo z większym powodzeniem, a przeprowadzone z dużym rozmachem natarcie wzdłuż lewej strony szosy, wsparte ogniem III dywizjonu 2 pal, przełamało ostatecznie niemiecką obronę Ołtarzewa. Żołnierze płk. Czyżewskiego ruszyli na Ożarów, ale atak stracił swoje poprzednie tempo, ponieważ znajdowali się pod silnym ogniem moździerzy i broni maszynowej wroga. Dowodzący III dywizjonem 2 pal kpt. Komorowski zameldował o wyczerpaniu amunicji, więc płk Czyżewski odesłał bezużyteczne baterie do Modlina. Natarcie osamotnionego 2 pp utknęło w ogniu artylerii, a zabici i ranni zasłali pole. Zginął m.in. dowódca 2 kompanii por. Radziwiłł, który dotrzymał słowa danego swoim żołnierzom jeszcze w okopach pod Modrzewiem, że nie opuści ich aż do końca.
Ok. 13.00 dotarły do płk Czyżewskiego rozkazy od dowódcy dywizji i gen. Thommee dotyczące zerwania styczności ogniowej z nieprzyjacielem oraz natychmiastowego wycofania się do Modlina. Po godz. 15.00 rozegrał się ostatni akt dramatu 2 DP. Na skrwawione, wyczerpane, pozbawione środków przeciwpancernych pułki 2 i 3 oraz na II bat. 4 pp wyszło niezwykle silne i gwałtowne uderzenie 35 pcz i 12 pp zmot. z 4 D Panc. Dywizja po ataku sił niemieckich miała ogromne straty w ludziach oraz sprzęcie, tracąc zdolność bojową jako związek taktyczny. Pod nieustannym ogniem broni maszynowej i artylerii nieprzyjaciela pozostałość dywizji wycofała się na Borzęcin Duży i Zaborów do Puszczy Kampinoskiej i Modlina. W Dąbrowie Starej mieszczącej się ponad dwadzieścia km od pola walki zgromadziła się część pododdziałów. Gen. Thommee w meldunku przesłanym do dowódcy Armii „Warszawa” określił stan osobowy 2 DP zebranej w Modlinie 16 września na, zaledwie 1054 żołnierzy. Płk Czyżewski nocą z 13 na 14 września przedzierał się przez Puszczę Kampinoską z grupą skupionych wokół niego żołnierzy, a nad ranem dotarli do Kazunia. Pozostałość 2 pp ostrzelał na wale wiślanym nieprzyjacielski samolot. Dowódca 3 kompanii km por. Mazur odniósł ciężką ranę. W rejonie Kazunia stopniowo docierały do pułku grupki żołnierzy. Dołączył mjr Żelazowski z 200 osobowym oddziałem. Ranny pod Borowskimi Górami dowódca III bat. pułku, został odcięty przez Niemców w trakcie wycofywania się i samodzielnie przebijał się do Warszawy. Chwilową przerwę w działaniach bojowych 2 pp wypełniły rutynowe czynności organizacyjne, sprawdzanie stanów osobowych itp. Walki odwrotowe i boje 2 pp Leg. pod Błoniem, Święcicami, Ołtarzewem i Ożarowem powiększyły straty pułku o dalszych 14 oficerów, 59 chorążych, podchorążych i podoficerów oraz 549 żołnierzy.

### W obronie Modlina
13 września ok. godz. 14.00 do Modlina przybył gen. Thommee i przejął dowodzenie twierdzą od płk. Wacława Młodzianowskiego. GO gen. Thommee weszła w strefę operacyjną Armii „Warszawa”, więc gen. Rómmel włączył ją w skład swej armii i przeznaczył do obrony Modlina. Pod miasto podeszły od płn. i płn. wsch. główne siły niemieckie II KA, a od 18 września Niemcy rozpoczęli natarcie na twierdzę. Ich ataki były wspierane przez lotnictwo (ok. 100 samolotów) i silną artylerię. Modlin został zablokowany przez Niemców od południa, odcinając tym samym twierdzę od Warszawy. Wszystkie próby zdobycia Modlina szturmem, przy nieustannym bombardowaniu i ostrzeliwaniu, kończyły się niepowodzeniem. Pas obrony Modlina biegł od Zakroczymia przez Pomiechówek i Nowy Dwór do Kazunia i został podzielony na następujące odcinki: „Zakroczym”, „Twierdza”, „Pomiechówek”, „Kazuń-Nowy Dwór”. 2 DP Leg. objęła obronę odcinka „Zakroczym” od brzegów Wisły do wsi Kosewo włącznie. Jej zadaniem było utrzymanie Zakroczymia i osłona twierdzy z tego kierunku. 2 DP Leg. ugrupowała się do obrony dwurzutowo. 2 pp obsadził południowo-zachodni skraj Zakroczymia nad Wisłą i tereny na płn. od Zakroczymia, włącznie z fortem nr I. 14 września wczesnym wieczorem 2 pp i II bat. 3 pp przeszły po moście pontonowym na północny brzeg Wisły, gdzie 2 pp zajął stanowiska w drugim rzucie między Zakroczymiem a Gałacharni. II batalion 3 pp stanął w jarze przy drodze z Zakroczymia do Modlina. Po pewnym czasie nastąpiła reorganizacja obrony tego odcinka i II bat. 3 pp wrócił do macierzystego pułku. Płk. Czyżewskiemu zostały podporządkowane dwa bataliony ppłk. Markiewicza (VI i VII) 32 pp oraz kompania nadwyżek ze Szkoły Podchorążych Piechoty z Ostrowi Mazowieckiej.
W pierwszym rzucie obrony którą uformował płk Czyżewski czołowe pozycje zajął 2 pp. 18 września po przygotowaniu artyleryjskim na odcinkach: „Zakroczym”, „Pomiechówek” i „Nowy Dwór” (trwało od godz. 7.45 do 9.00) Niemcy ruszyli do szturmu. Na stanowiska obronne 2 pp wyszło natarcie piechoty 400 pp z 228 DP. W ogniu polskiej obrony atak niemieckiej piechoty załamał się. W przeciągu następnych dni artyleria niemiecka ostrzeliwała obszar obrony oraz bombardowała mosty na Wiśle i Narwi. Lotnictwo niemieckie rozrzucało ulotki propagandowe w celu złamania ducha bojowego obrońców. Niemcy dokonali w nocy z 19 na 20 września zmiany oddziałów. Na przedpolu obrony 2 DP, 400 pp został zluzowany przez D Panc. „Kempf”. Żołnierzom 2 pp dni upływały pod nieustannym ogniem artylerii, który powodował straty w zabitych i rannych. Brak amunicji spowodował wydanie rozkazów o jej oszczędzaniu. Dostawy amunicji ze składów w Palmirach ustały całkowicie 21 września z chwilą odcięcia Palmir od Modlina. W pasie obrony 2 pp zaczął rozwijać się do natarcia ppzmot SS Standarte „Deutschland”, a jego pododdziały próbowały natarciem wzdłuż Wisły oskrzydlić stanowiska pułku. Po kolejnym ostrzale artyleryjskim 22 września, Niemcy podjęli próbę przełamania obrony płk. Czyżewskiego, ale natarcie zaległo na przedpolu. Napastnik powrócił w nocy na stanowiska wyjściowe. Kolejny atak wroga w dniu 24 września został zlikwidowany ogniem piechoty pułku przy wsparciu III dywizjonu 2 pal. Nieprzyjaciel poniósł duże straty. Następnego dnia Niemcy włamali się w pozycje I batalionu mjr. Kopeckiego, ale kontruderzenie odwodu batalionu odrzuciło napastnika i zlikwidowało wyłom. Ogółem straty 2 pp Leg. w kampanii wrześniowej 1939 r. wyniosły 51 oficerów, 186 chorążych, podchorążych i podoficerów oraz 1513 legionistów zabitych, rannych i zaginionych. Za wykazane męstwo i wyjątkowe zdolności dowódcze płk. Czyżewski oraz 17 oficerów, chorążych i podchorążych 2 pp Leg. zostało odznaczonych przez gen. Rómmla Krzyżami Virtuti Militari 5 kI. Dodatkowo do dyspozycji płk. Czyżewskiego przyznał 30 Krzyży Virtuti Militari na pułk.
Wielu żołnierzy pułku, w tym dowódca 3. batalionu kapitan Dorant, zostało zamordowanych przez Niemców już po ogłoszeniu rozejmu w dniu 28 września.
Pułk został odznaczony orderem Virtuti Militari za wojnę 1939.
| Struktura organizacyjna i obsada personalna we wrześniu 1939 | Struktura organizacyjna i obsada personalna we wrześniu 1939 |
| Stanowisko                                                   | Stopień, imię i nazwisko                                     |
| Dowództwo                                                    | Dowództwo                                                    |
| ------------------------------------------------------------ | ------------------------------------------------------------ |
| dowódca pułku                                                | płk Ludwik Czyżewski                                         |
| I adiutant pułku                                             | kpt. Mieczysław Osuchowski                                   |
| II adiutant pułku                                            | ppor. rez. Stanisław Popiel                                  |
| szef kancelarii                                              | st. sierż. Wiktor Przerada                                   |
| oficer informacyjny                                          | por. Stanisław Szubski                                       |
| oficer łączności                                             | kpt. Józef Kowalczyk                                         |
| dowódca plutonu łączności                                    | pchor. Kawecki                                               |
| kwatermistrz                                                 | kpt. Czesław Henryk Ryłko                                    |
| płatnik                                                      | kpt. Tomasz Szyślak                                          |
| zastępca płatnika                                            | ppor. rez. Adam Szpak                                        |
| oficer żywnościowy                                           | ppor. Stanisław Kadowski                                     |
| dowódca kompanii gospodarczej                                | por. rez. Leon Nowak                                         |
| szef kompanii                                                | st. sierż. Stanisław Farbisz                                 |
| szef taboru                                                  | sierż. Władysław Bąk                                         |
| naczelny lekarz                                              | por. lek. Mieczysław Stankiewicz                             |
| szef izby chorych                                            | sierż. Bolesław Gołubkiewicz                                 |
| podoficer sanitarno-weterynaryjny                            | plut. Władysław Tuleja                                       |
| kapelmistrz                                                  | kpt. kplm. Franciszek Gorzelniawski                          |
| szef orkiestry                                               | sierż. Feliks Dybek                                          |
| I batalion                                                   |                                                              |
| dowódca batalionu                                            | mjr Józef Kopecki                                            |
| adiutant                                                     | ppor. rez. Tadeusz Ludwik Widawski                           |
| dowódca plutonu łączności                                    | ppor. Krystyn Więckowski                                     |
| oficer żywnościowy                                           | ppor. rez. August Wojciechowski                              |
| płatnik                                                      | ppor. rez. Zbigniew Karaś                                    |
| lekarz                                                       | por. Tadeusz Ludwik Boehm                                    |
| szef kancelarii                                              | plut. Mieczysław Pankowski                                   |
| podoficer gospodarczy                                        | plut. rez. Józef Fortuński                                   |
| podoficer broni                                              | plut. Michał Żal                                             |
| dowódca 1 kompanii strzeleckiej                              | por. Brunon Stanisław Słupiński                              |
| dowódca 2 kompanii strzeleckiej                              | por. rez. Artur Radziwiłł                                    |
| dowódca 3 kompanii strzeleckiej                              | por. Józef Wójcik                                            |
| dowódca 1 kompanii ckm                                       | por. Zbigniew Pieniążkiewicz                                 |
| II batalion                                                  |                                                              |
| dowódca batalionu                                            | kpt. Kazimierz Jaworowski (do 6 IX)                          |
| dowódca batalionu                                            | kpt. Marian Piotr Kossowski                                  |
| adiutant                                                     | ppor. rez. Bolesław Polit                                    |
| dowódca plutonu łączności                                    | ppor. rez. Franciszek Karaśkiewicz                           |
| oficer żywnościowy                                           | ppor. Czesław Sadowski                                       |
| płatnik                                                      | ppor. rez. Alfred Doliński                                   |
| lekarz                                                       | ppor. lek. Judel Kuszelowicz                                 |
| szef kancelarii                                              | st. sierż. Julian Jamka                                      |
| podoficer gospodarczy                                        | (nieznany)                                                   |
| podoficer broni                                              | plut. Edward Płatkowski                                      |
| dowódca 4 kompanii strzeleckiej                              | por. Witold Szulc                                            |
| dowódca 4 kompanii strzeleckiej                              | ppor. Andrzej Jakiel                                         |
| dowódca 5 kompanii strzeleckiej                              | por. Bolesław Henryk Matusiak                                |
| dowódca 6 kompanii strzeleckiej                              | ppor. rez. Stefan Paweł Frajndt                              |
| dowódca 2 kompanii ckm                                       | por. Wojciech Jurczak                                        |
| III batalion                                                 |                                                              |
| dowódca batalionu                                            | mjr Tadeusz Żelazowski (do 6 IX)                             |
| dowódca batalionu                                            | kpt. Tadeusz Wojciech Dorant                                 |
| adiutant                                                     | ppor. rez. Zdzisław Bazan                                    |
| dowódca plutonu łączności                                    | ppor. rez. Jerzy Okuniewicz                                  |
| zastępca dowódcy plutonu                                     | ppor. rez. Z. Więckowski                                     |
| oficer żywnościowy                                           | ppor. rez. Wacław Skrzypek                                   |
| płatnik                                                      | ppor. rez. Stanisław Ozyp                                    |
| lekarz                                                       | NN                                                           |
| szef kancelarii                                              | st. sierż. Karol Tiede                                       |
| podoficer gospodarczy                                        | plut. Stanisław Jasiołek                                     |
| podoficer broni                                              | kpr. Jan Jasiński                                            |
| dowódca 7 kompanii strzeleckiej                              | kpt. Tadeusz Wojciech Dorant                                 |
| dowódca 7 kompanii strzeleckiej                              | ppor. Piotr Zwolski                                          |
| dowódca 8 kompanii strzeleckiej                              | kpt. Wilhelm Szczepankiewicz                                 |
| dowódca 9 kompanii strzeleckiej                              | ppor. rez. Jarosław Konarzewski                              |
| dowódca 3 kompanii ckm                                       | por. Jan Adam Mazur                                          |
| Pododdziały specjalne                                        |                                                              |
| dowódca kompanii zwiadowczej                                 | por. Stefan Szczepański                                      |
| dowódca plutonu kolarzy                                      | por. Edward Makowski                                         |
| dowódca plutonu konnych zwiadowców                           | por. Roman Tatarski                                          |
| szef kompanii                                                | plut. Walenty Skrzypek                                       |
| dowódca kompanii przeciwpancernej                            | por. Leonard Grabowiecki                                     |
| szef kompanii                                                | sierż. Edward Kobrynowicz                                    |
| dowódca plutonu artylerii piechoty                           | por. Wojciech Kalenkiewicz                                   |
| dowódca plutonu przeciwgazowego                              | por. Antoni Ciesielski                                       |
| dowódca plutonu pionierów                                    | ppor. Mieczysław Józef Glac                                  |

## Symbole pułku
Sztandar i jego kopia

2 pułk piechoty Legionów otrzymał sztandar ufundowany przez społeczeństwo Piotrkowa Trybunalskiego i ziemi piotrkowskiej w dniu 21 września 1924 roku z rąk prezydenta Stanisława Wojciechowskiego. Uroczystość odbyła się w siedzibie pułku, który stacjonował akurat w Pińczowie. Sztandar został poświęcony przez biskupa polowego Stanisława Galla. Stanisław Wojciechowski podczas wręczania sztandaru dowódcy pułku ppłk. Czaplińskiemu wypowiedział słowa: 

„Wiem, że oddaję sztandar w ręce wierne i dzielne i wiem, że zawsze wiernie trzymać go będziecie, że nigdy nie znajdzie się w ręku wroga.”

Po zmianie dyslokacji przez Pułk do Sandomierza dowódca nakazał umieszczenie sztandaru w muzeum pułkowym. Sztandar z honorami został przekazany oficerowi mobilizacyjnemu pułku – kpt. Karolowi Szopie.
6 września 1939 roku kpt. Karol Szopa z uwagi na atakujące hitlerowskie wojska podjął decyzję o ewakuacji dokumentów zebranych w muzeum oraz sztandaru i o ucieczce na wschód. Podczas ucieczki dostał się do niewoli radzieckiej. Według dwu istniejących wersji sztandar został spalony wraz z dokumentami komisyjnie lub zabrany przez kpt. Szopę po spaleniu drzewca wraz z dokumentami.
2 października 1938 roku otwarto Sanktuarium Józefa Piłsudskiego: znajdowały się w nim, w Sali Sztandarowej, kopie sztandarów pułków piechoty: 1., 2., 3., 4., 5. oraz 2 pułku artylerii lekkiej i 2 pułku szwoleżerów.
Na skutek działań wojennych kopia sztandaru 2 pułku trafiła do prywatnych zbiorów księdza ppłk. mgr. Walentego Ślusarczyka, proboszcza z Nowej Słupi.
Obecnie kopia sztandaru znajduje się w Opactwie Cystersów w Wąchocku, gdzie została przekazana w 1979 roku przez księdza Ślusarczyka.
Odznaki pułkowe
2 pułk piechoty Legionów posiadał trzy odznaki:
- zatwierdzoną Rozkazem Naczelnego Wodza Nr 40 z dnia 5 maja 1920 roku: Medalion II Brygady za udział w walkach 1914-1916:

Odznaka ma kształt owalu, w który wpisany jest krzyż. Na ramionach krzyża wpisano numer i inicjały II BLP, między ramionami zaś data i rok 30 IX 1914 1916. Pośrodku medalionu na małej owalnej tarczy znajduje się wizerunek orła typu napoleońskiego. Jednoczęściowa – wykonana w tombaku srebrzonym, noszona na zapince. Wymiary: 47 × 32 mm.
- zatwierdzoną w Dzienniku Rozkazów Ministerstwa Spraw Wojskowych Nr 49 pod pozycją 872 z dnia 14 grudnia 1921 roku: Za Wolność 1914-1918;

Odznaka ma kształt palowego krzyża ze stylizowanym orłem pośrodku. Orzeł ma wydłużony korpus i uniesione skrzydła. Przestrzeń pomiędzy ramionami krzyża jest wypełniona małymi ażurowymi wycięciami i napisem „ZA WOLNOŚĆ 1914 – 1948”. Na jego ramionach wypisano numer i inicjały 2 PP L. Jednoczęściowa wykonana w tombaku. Wymiary 50 × 50 mm, Wykonanie: Jan Knedler – Warszawa.
- zatwierdzoną w Dzienniku Rozkazów Ministerstwa Spraw Wojskowych Nr 1 pod pozycją 2 z dnia 9 stycznia 1931 roku: Odznaka 2 pułku piechoty Legionów.

Odznaka ma kształt krzyża pokrytego granatową emalią z żółtą obwódką. Na ramionach krzyża wpisano inicjały PP LEG, w centrum nałożony wizerunek odznaki 2 Brygady Legionów Polskich z cyfrą 2. Między ramionami krzyża znajdują się srebrne promienie. Jednoczęściowa – oficerska, wykonana w srebrze, emaliowana. Na rewersie próba srebra, imiennik grawera WG i numer. Wymiary: 40 × 32 mm. Projekt: Arkadiusz Lipowski, Wykonanie: Wiktor Gontarczyk – Warszawa.

## Legioniści
Dowódcy pułku
- mjr Jerzy Trojanowski (1 II – 18 VII 1919)[30]
- mjr Stanisław Tessaro (19 VII 1919 – 23 VII 1920)[30]
- mjr / płk piech. Emil Czapliński (23 VII 1920 – 12 III 1929 → zastępca komendanta SG)
- ppłk / płk dypl. piech. Ludwik de Laveaux (VII 1929 – I 1936[31] → dowódca piechoty dywizyjnej 8 DP)
- ppłk / płk piech. Ludwik Czyżewski (I 1936 – IX 1939)[32]

Zastępcy dowódcy pułku
- mjr piech. Alfred Wesołowski (10 VII 1922 – 1924 → kwatermistrz 64 pp[34])
- ppłk piech. Stanisław Woropaj[ab] (od 22 V 1925[36])
- ppłk SG Zygmunt Jerzy Kuczyński (12 IV 1926[37] – 30 IV 1927 → zastępca szefa Biura Personalnego MSWojsk.)
- ppłk piech. Józef Sitko (5 V 1927 – 5 XI 1928 → praktyka poborowa w PKU Pińczów)
- ppłk dypl. piech. Stanisław Jan Walawski (od 29 I 1929[38] – 23 XII 1929 → dyspozycja dowódcy OK X[39][40])
- ppłk piech. Alfred Konkiewicz (21 I 1930[41] – 23 III 1932 → wykładowca CWPiech.[42])
- ppłk piech. Ludwik Czyżewski (23 III 1932[43] – I 1936 → dowódca 2 pp Leg.)
- ppłk piech. Antoni Cebulski (do III 1939 → dowódca 8 pp Leg.)
- ppłk piech. Bolesław Gancarz (III – IX 1939 → dowódca 94 pp)

II zastępca (kwatermistrz)
- mjr piech. Wiktor Feist (do IX 1939[45] → kwatermistrz 94 pp)

### Kawalerowie Virtuti Militari
Żołnierze pułku odznaczeni Krzyżem Srebrnym Orderu Wojskowego Virtuti Militari
1. ś.p. kpr. Mikołaj Bałamar
2. plut. Bronisław Banaszak nr 2218
3. śp. sierż. Wacław Bański nr 5551
4. ś.p. kpr. LP Bartłomiej Bartosik
5. sierż. Bohdan Bartosiewicz
6. ś.p. plut. LP Władysław Bartosik
7. sierż. Stanisław Bartyś ps. „Jan Lisowski” nr 2213
8. kpt. Rajmund Bergel
9. ppor. Antoni Białoskórski
10. kpt. Stanisław Józef Biegański
11. mjr Stefan Biestek
12. ppłk Ludwik Bittner
13. chor. LP Stefan Bobak
14. por. Stanisław Boczek
15. kpt. Andrzej Bogacz
16. kpt. Mieczysław Brodziński
17. plut. LP August Bryg
18. plut. Antoni Budziński
19. sierż. Stanisław Bułak
20. ś.p. rtm. Mieczysław Cebula
21. ś.p. plut. LP Jan Chmiel
22. ś.p. por. LP Ludomir Cieśliński
23. mjr Emil Czapliński
24. ś.p. kpt. Adam Czubiński
25. kpt. Antoni Cebulski
26. plut. LP Aleksander Cholewa
27. sierż. LP Władysław Cyga
28. mjr Władysław Konrad Czapliński
29. sierż. szt. Ludwika Daszkiewiczówna vel Stanisław Kepisz
30. kpt. Kazimierz Derkacz
31. sierż. LP Kazimierz Draus
32. plut. Ignacy Dudek
33. mjr Zygmunt Henryk Durski-Trzasko
34. sierż. LP Wojciech Dwornicki
35. szer. LP Maciej Działo
36. ppłk Karol Dziekanowski
37. kpt. Franciszek Faix
38. kpt. Józef Faltus
39. ś.p. por. Tadeusz Feleksy
40. kpr. Stanisław Freisleben
41. ś.p. chor. LP Feliks Gacek
42. por. Stanisław Gano
43. ś.p. mjr Władysław Gniady
44. ś.p. chor. LP Józef Gołąb
45. ś.p. chor. LP Władysław Guzdek ps. „Rogala”
46. wachm. Franciszek Godec
47. kpr. LP Ludwik Golonka
48. mjr lek. dr Stanisław Gądek[50]
49. kpr. LP Franciszek Goryl
50. plut. LP Ignacy Grzybowski
51. ś.p. ppor. Stanisław Hrabik
52. kpt. Stanisław Habowski[51]
53. st. szer. Edward Honkisz
54. ś.p. szer. LP Wincenty Jakubiec
55. ś.p. ppor. LP Jan Janowski ps. „Dudziński”[52]
56. sierż. Michał Jeżewski
57. ś.p. kpr. Marcin Jodłowski
58. ś.p. st. szer. LP Seweryn Iżewski
59. szer. LP Kacper Jäger
60. chor. Marian Jagielski
61. kpr. LP Julian Janczur
62. kpt. Wiesław Franciszek Januszajtis
63. mjr Stanisław Jaster
64. ś.p. kpr. LP Franciszek Kałuski
65. szer. Paweł Kabiński
66. ś.p. ppor. LP Kazimierz Kapałka
67. por. Władysław Kociołek
68. ś.p. mjr Michał Kostmanowicz[53][54]
69. pchor. Stanisław Kozłowski
70. ś.p. st. szer. LP Stanisław Koźlik
71. ś.p. chor. LP Leon Kulczyński
72. plut. Stanisław Kurowski
73. ś.p. sierż. LP Tadeusz Kurpiel
74. ś.p. sierż. LP Jakub Kuśmierkiewicz[55]
75. szer. LP Teodor Kapryan
76. mjr Stanisław Kara
77. sierż. szt. Franciszek Kiljan
78. st. szer. LP Franciszek Kirkin
79. sierż. szt. Szczepan Kittner
80. sierż. LP Władysław Klimczak
81. szer. LP Hilary Kobryń
82. kpt. Romuald Korzeniowski
83. sierż. szt. Jan Kościółek
84. kpr. LP Stanisław Kowal
85. ppor. Stanisław Kowalski ps. „Oko”
86. kpt. Tadeusz Król
87. mjr lek. dr Tomasz Krzyski
88. kpr. LP Marian Krzysztofiński
89. kpt. Jan Krzywonos
90. ś.p. st. szer. LP Wiktor Bretwicz-Lemański
91. kpr. LP Władysław Lipiński
92. ś.p. plut. LP Szczepan Łańcucki
93. kpt. Michał Łabuś
94. mjr Seweryn Łańcucki
95. chor. Piotr Łyko
96. plut. Ignacy Łyżkiewicz
97. ś.p. kpt. lek. dr Tadeusz Majewski
98. kpr. Stanisław Maberda
99. ś.p. mjr LP Włodzimierz Józef Mężyński
100. ś.p. ppor. LP Kazimierz Mugenschnabel ps. „Gotur”
101. mjr Kazimierz Mach
102. sierż. szt. Antoni Majewski
103. ś.p. kpt. Kazimierz Makosiński
104. sierż. Jan Malak
105. plut. LP Józef Malicki
106. por. Stanisław Marek
107. por. Marian Markiewicz
108. kpt. Franciszek Matuszczak
109. ppor. Kazimierz Mazur
110. mjr Tomasz Mazurkiewicz
111. kpt. Stanisław Wacław Prus-Mierzwiński[56]
112. kpr. LP Władysław Miodoński
113. sierż. Stanisław Mitas
114. mjr Mieczysław Mozdyniewicz
115. kpr. LP Józef Murański
116. ppor. Wacław Spława-Neyman
117. Tadeusz Niemców
118. ś.p. chor. LP Władysław Nowicki
119. plut. LP Zygmunt Nowakowski
120. por. Tomasz Obertyński
121. ś.p. szer. LP Jan Olszewski
122. plut. LP Michał Onufrejczyk
123. ś.p. sierż. Józef Opaliński
124. szer. LP Kazimierz Ochorka
125. sierż LP Józef Olejarz
126. kpt. Bolesław Orczykowski
127. ś.p. kpt. Konstanty Orzechowski[57]
128. ś.p. kpt. Alfred Pastuszeńko[58]
129. sierż. Antoni Pająk
130. ś.p. szer. LP Walenty Popek
131. kpt. Stanisław Parkasiewicz
132. kpt. Kazimierz Partyka
133. plut. Stefan Pastuszek
134. kpr. Franciszek Pawlisz
135. plut. Teofil Pawłow
136. st. szer. LP Jan Plich
137. plut. Stanisław Pilarczyk
138. mjr Zygmunt Polak nr 6984
139. śp. sierż. Andrzej Przerwanek nr 5550
140. mjr Jan Pyszko
141. ś.p. kpr. LP Zygmunt Rappaport
142. sierż. Adam Rodak
143. ś.p. szer. LP Edward Rokiczan
144. por. Roman Rudkowski
145. ś.p. kpr. LP Ludwik Rytko
146. por. Aleksander Józef Radoniewicz[59][60]
147. kpt. Marian Raganowicz
148. ś.p. st. szer. Józef Richtscheid
149. kpt. Stanisław Rohm
150. płk lek. dr Stefan Piotr Rudzki
151. plut. Bronisław Sobczak
152. ś.p. chor. LP Władysław Storożyński
153. ppor. Ludwik Spatta
154. ś.p. kpt. LP Stanisław Strzelecki
155. ś.p. ppor. LP dr Edmund Szalit
156. ś.p. st. szer. LP Tadeusz Szewera
157. por. Michał Sadowski
158. kpr. LP Jan Schmidt
159. ppor. Zdzisław Sieczkowski
160. ppor. Edward Szulc
161. por. Jan Schram
162. ppłk Jan Sendorek
163. mjr Stanisław Soczek
164. kpt. Józef Sitko
165. st. szer. LP Wincenty Siwiec
166. sierż. Stanisław Skaruba
167. szer. LP Witold Skwarczyński
168. kpt. Leopold Ślizowski[61]
169. kpt. Józef Smajek
170. por. Ludwik Smolarz
171. szer. LP Franciszek Smurąg
172. kpt. Michał Solawa
173. kpt. Leopold Spira
174. kpt. Aleksander Stawarz
175. mjr Antoni Staich
176. plut. Ignacy Stępniak
177. por. Michał Stainer
178. płk lek. dr Antoni Stefanowski
179. ppor. Michał Stocki
180. plut. Franciszek Suckert
181. mjr Franciszek Sudoł
182. ppor. Jan Henryk Sychmöller[62][63]
183. kpr. Piotr Szadkowski
184. kpr. LP Karol Szczotka
185. kpt. Stanisław Szkaradek
186. st. szer. Jan Szpałek
187. por. Mieczysław Szumański
188. kpt. Jan Szymanowicz
189. płk uzbr. inż. Czesław Szyndler ps. „Czech”
190. ś.p. chor. LP Bolesław Tąkiel
191. płk Stanisław Tessaro
192. ś.p. ppor. LP Stanisław Tomasiewicz ps. „Zemsta”
193. ś.p. kpr. LP Jan Truchan
194. ś.p. chor. LP Leopold Tyszkiewicz
195. kpr. LP Roman Talik
196. kpt. Stanisław Thun
197. ppłk Jerzy Trojanowski
198. ś.p. plut. LP Stanisław Wolanin ps. „Tur”
199. kpt. Władysław Turyczyn
200. por. Bronisław Wahren
201. ppor. Edwin Norbert Wagner
202. kpr. Józef Walencik
203. szer. Władysław Walczak
204. sierż. szt. Salomon Weinreb
205. plut. LP Jan Widz
206. sierż. LP Stanisław Włodarczyk
207. kpt. Jan Wójcik
208. ppłk Stefan Władysław Julian Wyspiański
209. ś.p. chor. LP Antoni Zadarnowski
210. ś.p. ppor. LP Stanisław Zaleski
211. kpt. Władysław Zadembski
212. por. lek. Juliusz Zaremba
213. plut. LP Józef Ziemba
214. sierż. Jan Zawadzki
215. plut. LP Władysław Ziemba
216. kpr. LP Jan Zimosz
217. kpt. Jan Franciszek Zych
218. plut. LP Julian Zychowicz
219. sierż. Józef Zygmunt

### Żołnierze 2 pułku piechoty Legionów – ofiary zbrodni katyńskiej
Biogramy ofiar zbrodni katyńskiej znajdują się między innymi w bazach udostępnionych przez Ministerstwo Kultury i Dziedzictwa Narodowego oraz Muzeum Katyńskie.
| Nazwisko i imię         | stopień            | zawód             | miejsce pracy przed mobilizacją         | zamordowany |
| ----------------------- | ------------------ | ----------------- | --------------------------------------- | ----------- |
| Błasiak Jan             | ppor. rez.         | prawnik           |                                         | Katyń       |
| Celski Leon Piotr       | ppor. rez.         |                   |                                         | Katyń       |
| Domania Jan             | por. rez.          | inżynier rolnik   |                                         | Katyń       |
| Gołębiowski Jerzy       | ppor. rez.         | nauczyciel        | kier. Szkoły Powszechnej w Hancewiczach | Katyń       |
| Kłossowicz Kazimierz    | ppor. rez.         | urzędnik          | Zarząd Miejski we Włocławku             | Katyń       |
| Kordowski Wacław        | ppor. rez.         | komornik          | Sąd Grodzki w Iłży                      | Katyń       |
| Kudelski Józef          | ppor. rez.         | urzędnik          | Kielce                                  | Katyń       |
| Otko Marian             | ppor. rez.         | prawnik           | praktyka w Ostrowcu Św.                 | Katyń       |
| Pronobis Stanisław      | ppor. rez.         | geometra          |                                         | Katyń       |
| Szopa Karol             | kpt. adm. (piech.) | żołnierz zawodowy | 2 pp Leg. (OZ 2 DP Leg.)                | Katyń       |
| Stasiniewicz Aleksander | ppor. rez.         | prawnik           | biuro notarialne w Tarnobrzegu          | Katyń       |
| Strzelbicki Zbigniew    | ppor. rez.         |                   |                                         | Katyń       |
| Tymczyszyn Erwin        | ppor. rez.         | nauczyciel, mgr   | gimnazjum w Krakowie                    | Katyń       |
| Wysocki Stanisław       | ppor. rez.         | prawnik           | fabryka zbrojeniowa w Stalowej Woli     | Katyń       |
| Aurzecki Witold         | ppor. rez.         | handlowiec        |                                         | Charków     |
| Cymerman Henryk         | ppor. rez.         | inżynier chemik   |                                         | Charków     |
| Jabłoński Zygmunt       | ppor. rez.         | nauczyciel        |                                         | Charków     |
| Janiszewski Józef       | kpt. piech.        | żołnierz zawodowy | 26.p.p.                                 | Charków     |
| Karaśkiewicz Franciszek | ppor. rez.         | artysta zdobnik   |                                         | Charków     |
| Szelest Stanisław       | por. rez.          | nauczyciel        |                                         | Charków     |
| Szydełko Michał         | kapitan            | żołnierz zawodowy | kmdt powiatowy PW Tarnobrzeg            | Charków     |
| Wojciechowski Jerzy     | por. rez.          | prawnik, mgr      | praktyka w Kielcach                     | Charków     |
| Zajdenman Mieczysław    | ppor. rez.         | lekarz            |                                         | Charków     |
| Żmuda Jan               | ppor. rez.         | urzędnik          |                                         | Charków     |
| Życiński Gustaw         | ppor. rez.         | nauczyciel        | kier. szkoły w Rudzie                   | Charków     |
| Andruszkiewicz Antoni   | sierżant           | osadnik wojskowy  | osada Mirów (e)                         | BLK         |
| Kwietniewski Piotr      | oficer rezerwy     | nauczyciel        | kier. szkoły w Dziśnie                  | BLK         |
| Serednicki Michał       | por. rez.          | nauczyciel        |                                         | Kalinin     |